# Château de Bagatelle (Paris)
Pour les articles homonymes, voir Château de Bagatelle.
Le château de Bagatelle, dans le parc de Bagatelle, est un pavillon de plaisance, ou « folie », construit en 1777 par l'architecte François-Joseph Bélanger pour le comte d'Artois dans le bois de Boulogne, aujourd'hui annexé à Paris.
Le pavillon, sauf les bâtiments annexes, est classé monument historique par arrêté depuis le 31 janvier 1978, remplacé par un arrêté de classement plus complet du 20 décembre 2022, qui s'y substitue.

## Historique

### Constructions antérieures

#### La maréchale d'Estrées
Il existait au début du XVIIIe siècle plusieurs portes au bois de Boulogne, domaine de chasses royales, où on trouvait des logements dits « de fonction » concédés par le roi à un portier titulaire, grand seigneur ou haut dignitaire. Une de ces portes avait été concédée en 1716 à Louis-Paul Bellanger, avocat général à la Cour des aides. Elle comportait une maison bâtie sur l'ancien chemin menant de Neuilly à l'abbaye de Longchamp, qui offrait une vue sur la vallée de la Seine et le mont Valérien. La jouissance en passa par brevet royal du 17 août 1720 au duc d'Estrées, maréchal de France, qui entreprit de remplacer cette modeste demeure par un pavillon plus élégant, édifié sous la direction de l'architecte Pierre Mouret, qui ne coûta pas moins de 100 000 livres. Il en changea la destinée en l'offrant à son épouse. La maréchale, déjà guère vertueuse, était une amie de Louise-Anne de Bourbon, dite Mademoiselle de Charolais, fille naturelle légitimée de Louis XIV et de Madame de Montespan, connue pour sa débauche, qui résidait dans une dépendance du château de Madrid voisin. Les deux femmes décidèrent d'utiliser le pavillon pour des réunions galantes destinées au Régent, puis au jeune Louis XV. « Point stratégique et discret entre les châteaux  de la Muette et de Madrid, [le domaine] devient, sous la houlette de la maréchale, un haut lieu du libertinage où se pressent les plus grands personnages de la cour ».
C'est à cette époque qu'il aurait été surnommé « Bagatelle ». Ce terme qui désignait au XVIIIe siècle une chose frivole, s'appliquait aussi bien à l'usage qui était fait du pavillon que, par dérision, au prix exorbitant qu'il avait coûté. Ce même esprit se retrouvait dans la désignation des pavillons construits pour la marquise de Pompadour dans le parc du château de Bellevue. Le terme français bagatelle est un emprunt à l'italien bagatella, tour de bateleur, qui désigne « une chose de peu d'importance », et par extension en français, dans le domaine architectural, « une construction d'apparat sans utilité particulière ». Deux autres demeures françaises du même siècle portent ce nom.

#### La marquise de Monconseil
Alors que la réputation du domaine est déjà bien établie, la maréchale d'Estrées meurt le 11 juin 1745. Louis Charles César Le Tellier, futur maréchal-duc d'Estrées, en hérite et le vend en 1746 à Philippe Levesques de Gravelle, conseiller au parlement et avocat général à la Cour des aides, qui le conserve un ou deux ans avant de le céder à Cécile Thèrèse Pauline de Rioult de Curzay (1707-1787), épouse d'Étienne Guinot, marquis de Monconseil (1695-1782), qui fait une belle carrière militaire après avoir été introducteur des ambassadeurs. Mari apparemment complaisant et en tout cas fort occupé par ses possessions de Saintonge, il laisse sa femme libre de ses actions, ce qui permet à celle-ci « de poursuivre l'œuvre de la maréchale, en conservant au domaine sa vocation ludique et libertine...La marquise donne à Bagatelle de fastueuses fêtes, notamment en l'honneur de M. de Richelieu et du roi de Pologne ».
Mlle de Charolais continue de fréquenter Bagatelle. Elle est décrite comme « une célibataire libertine qui menait une vie dissolue et qui à peu près chaque année, se retirait un mois ou deux à Bagatelle pour accoucher discrètement du fruit de ses amours ». Vers 1753, elle crée l'ordre de Bagatelle, réservé aux intimes de la maison, la maréchale de Luxembourg, la marquise de Monconseil, la comtesse d'Egmont ou la princesse d'Hénin, afin de participer à des spectacles de théâtre.
Mme de Monconseil obtient du roi d'agrandir son parc, mais comme son époux n'ayant pu accéder au maréchalat s'est retiré dans ses terres saintongeaises en 1760, et que sa fortune a été entamée par ces fêtes, elle ne peut continuer à assurer l'entretien d'une maison aux terrasses menacées par les crues régulières de la Seine et se voit obligée de la quitter en 1770.
En 1772 c'est M. de Boisgelin qui en prend la jouissance, suivi en 1774 par Laurent Grimod de La Reynière, qui la même année la cède à Philippe-Gabriel de Hénin-Liétard, prince de Chimay, capitaine des gardes du comte d'Artois. « Rendant visite à son capitaine, le comte d'Artois, frère du roi, alors âgé de dix-huit ans et grand amateur de chasse, trouve la demeure à son goût et se la fait vendre le 1er novembre 1775 ».

### La Folie d'Artois

#### Le château

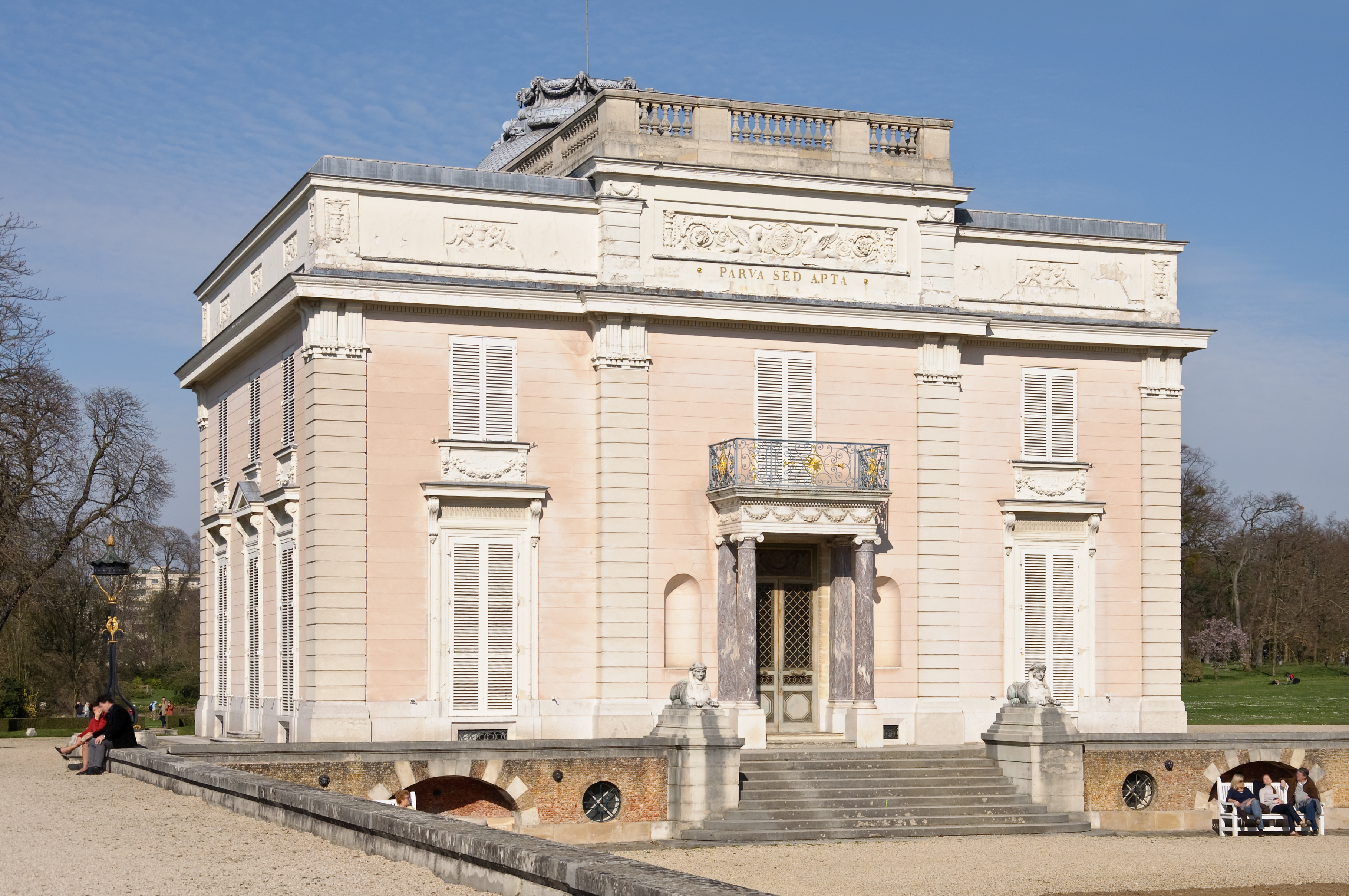
La façade du château de Bagatelle, donnant sur la cour d'honneur, après les modifications du XIXe siècle.

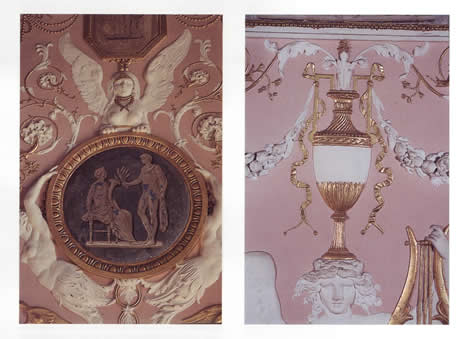
Décor du salon de Bagatelle.

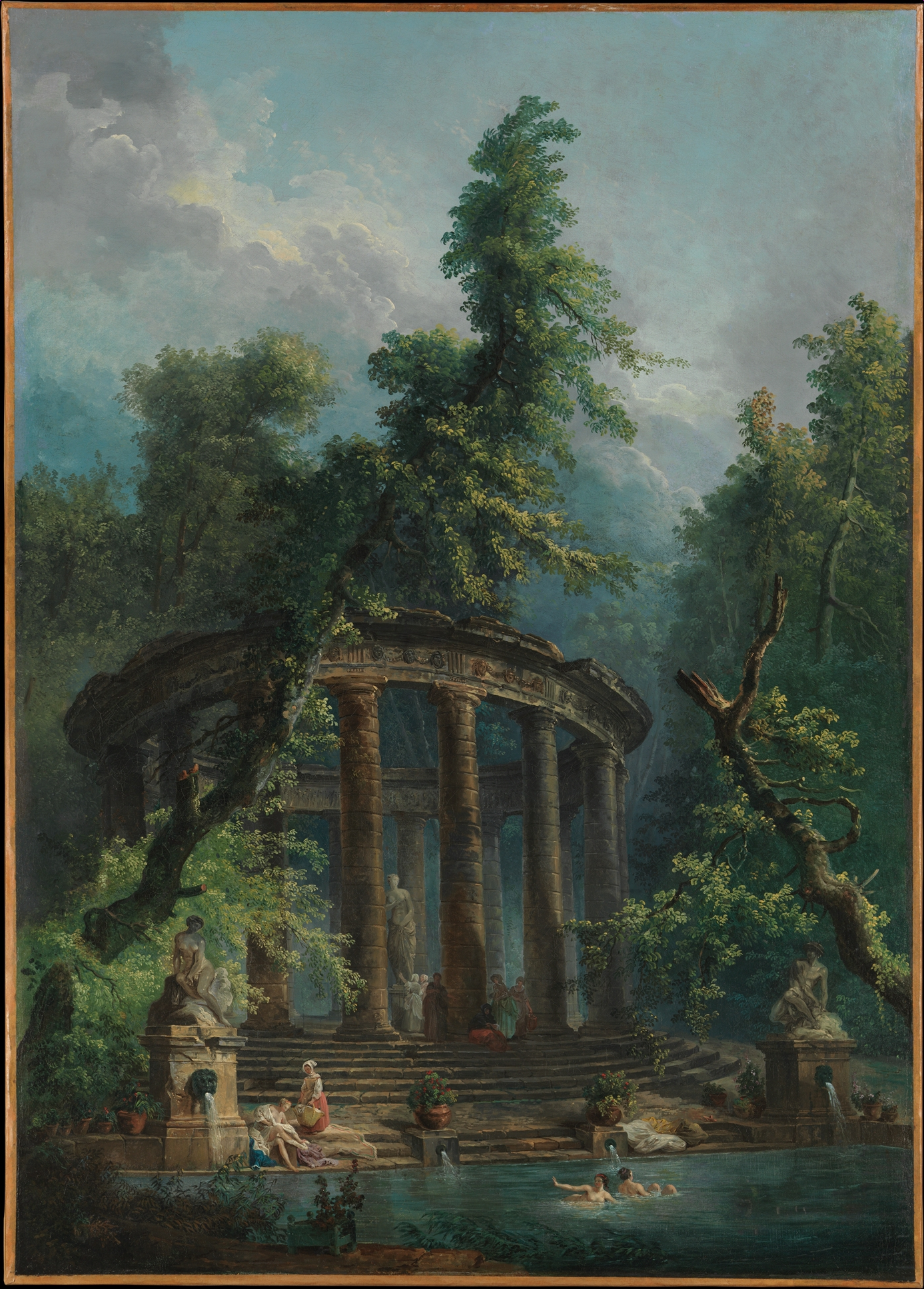
Hubert Robert, La Baignade, Met.

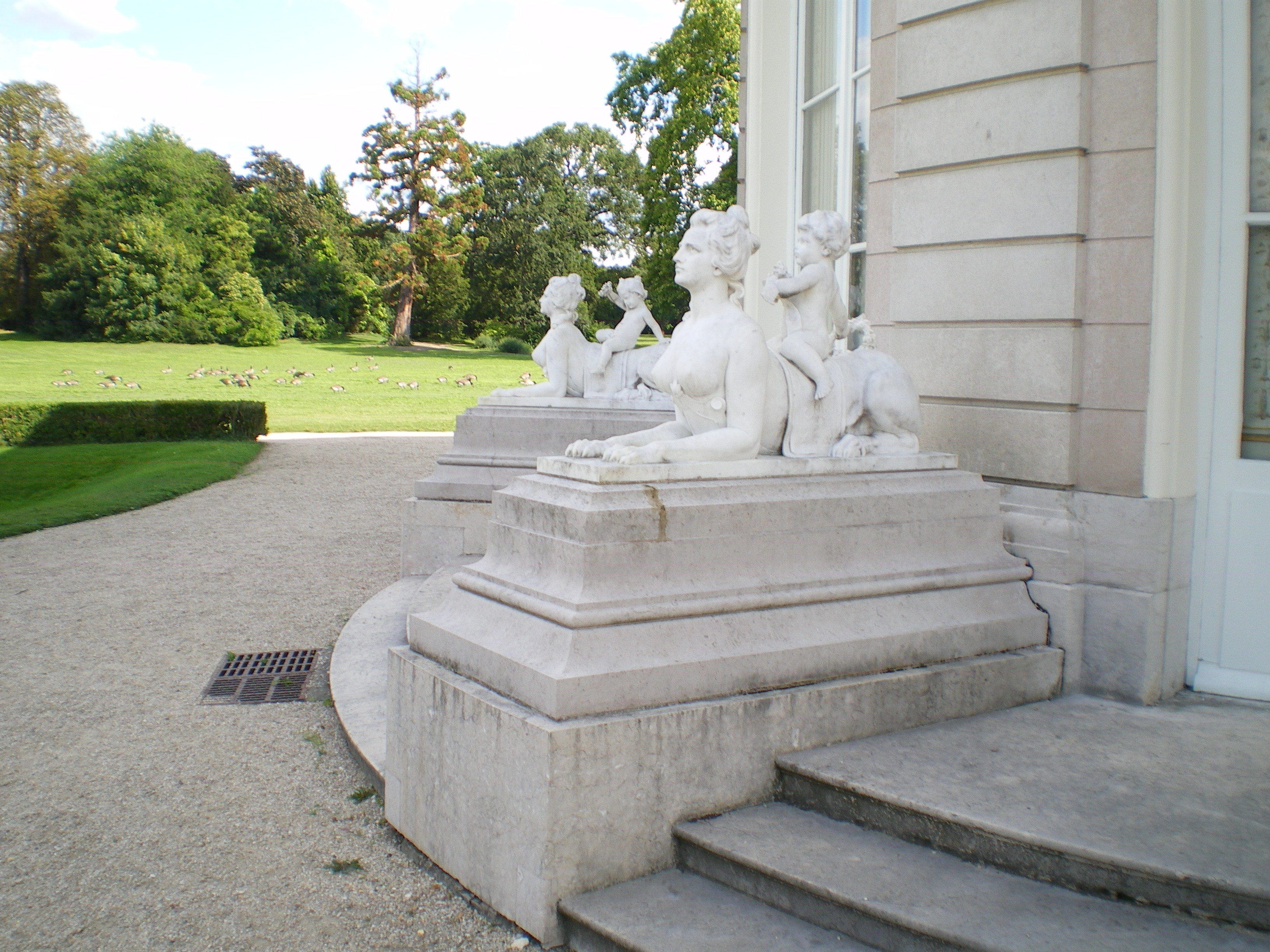
Les sphinges de Bagatelle.

En 1777, cette maison délabrée est jugée peu digne des fêtes qu'Artois projette  d'y organiser. Sa belle-sœur, la reine Marie-Antoinette, le met alors au défi de réaliser cette construction en cent jours, soit un peu plus de trois mois, pour le retour de la cour à Fontainebleau. Le comte d'Artois relève le défi et parie la
somme de 100 000 livres. Commencé le 21 septembre 1777, le chantier, qui emploie pendant soixante-quatre jours et nuits près de neuf cents ouvriers, et nécessite même la confiscation sur ordre des matériaux passant à proximité, est achevé à temps pour l'inauguration le 26 novembre 1777. La décoration et l'ameublement prennent deux années supplémentaires. Le coût de l'ensemble sans les jardins s'élève à 1 200 000 livres,. Le nouveau château est alors surnommé « la Folie d'Artois ». Pour l'historien Jean-Jacques Gautier, il s'agit d'« un retour à l'antique, qui devait être un des témoignages, à l'époque, parmi les plus achevés de ce goût ».
C'est François-Joseph Bélanger, premier architecte du comte d'Artois depuis mars 1777, qui dirige la construction, après avoir l'avoir dessinée, ainsi que son décor intérieur, dû aux ornemanistes Lhuillier, Dusseaux et Dugourc, ce dernier beau-frère de Bélanger. À la fin des travaux, on grave sur le fronton du porche d'entrée de la cour ces mots latins
« Parva sed apta » (« petite mais bien conçue »). Cette inscription a été déplacée au XIXe siècle sur la façade du château.
Le rez-de-chaussée est divisé en six pièces, dont quatre symétriques sur les côtés : billard et salle à manger, plus deux boudoirs. Dès l'entrée, le ton est donné : elle est ornée de « quatre médaillons de stuc, en camée, mêlant le goût antique à la mythologie érotique et où triomphait l'Amour : Deux nymphes éveillant l'Amour, Deux nymphes offrant un sacrifice au dieu Priape, Deux nymphes fustigeant l'Amour enchaîné, et L'Amour jugeant de la beauté de Vénus et de Junon ». Ces stucs sont réalisés par le sculpteur Lhuillier. À droite de l'entrée, la salle de billard, et à gauche, la salle à manger, toutes deux meublées par Georges Jacob, et ornées d'arabesques peintes par Dusseaux et Dugourc, qui ont depuis disparu. Au fond et au centre, le grand salon en rotonde surmonté d'un dôme, dont le décor remarquable subsiste.
Le salon est orienté au nord et doté de huit grandes arcades, dont trois sont des portes-fenêtres. Sur les pilastres entre les arcades, Bélanger a dessiné un décor évoquant la musique, réalisé en stuc par Lhuillier : « Sur chacun de ces pilastres on avait, en alternance, la figure de l'Harmonie, avec sa lyre, ou la figure de la Renommée trônant sur un globe. Figure agrémentée de trois petits camées à sujets antiques imitant des bas-reliefs d'albâtre sur fond imitant les marbres les plus rares et les pierres précieuses dus à Dugourc ».
Son mobilier est exécuté par les ébénistes George Jacob et Jean-Baptiste Boulard, qui livre huit marquises en noyer sculpté et doré, disposées entre les arcades. Au centre, une grand table signée par Denizot pour jouer au pharaon, entourée de huit fauteuils et seize chaises. Un « fauteuil du roi » destiné à accueillir Louis XVI a complété par la suite ce mobilier.
Ce salon est flanqué de deux boudoirs, ornés de panneaux peints par Callet et Hubert Robert. Ils ont été démontés par la suite. Les Callet seraient encore en France alors que les Hubert Robert (Les musiciens ambulants, La Baignade, La Fontaine, La Balançoire, La Danse, L'Entrée d'une caverne) sont au Met de New York. Le boudoir des Hubert Robert a rapidement été transformé en salle de bain, celle-ci ne pouvant être installée à l'étage faute de place, mais une salle de bain réversible, puisque la baignoire, placée dans une niche, pouvait être transformée en canapé.
« La chambre à coucher du comte, conçue comme une riche tente de campement militaire, comprend un lit à fer de lances et un plafond à gros plis retenus par les foudres de Mars. La cheminée aux jambages figurant deux couleuvrines en cuivre ciselé posées sur leur culasse, portant un entablement à frise de symboles militaires, possède des chenets en forme de boulets et de bombes. Partout, sur les murs drapés, sont accrochés boucliers, panoplies et attributs guerriers. Le premier étage, réservé aux petits appartements, n'a que deux chambres à coucher prenant jour par de petites fenêtres carrées ». La seconde chambre est pour le prince d'Hénin, fidèle officier du comte.
Une des maîtresses du prince, Rosalie Duthé, aurait prêté ses traits aux sphinges en marbre ornant la façade sur jardin.

#### Les dépendances et le parc

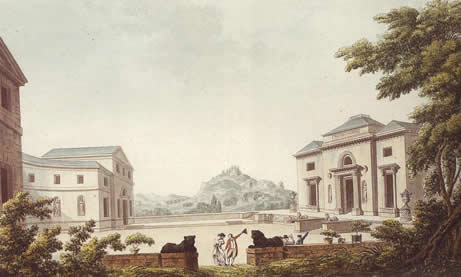
Cour de Bagatelle, état XVIIIe siècle.

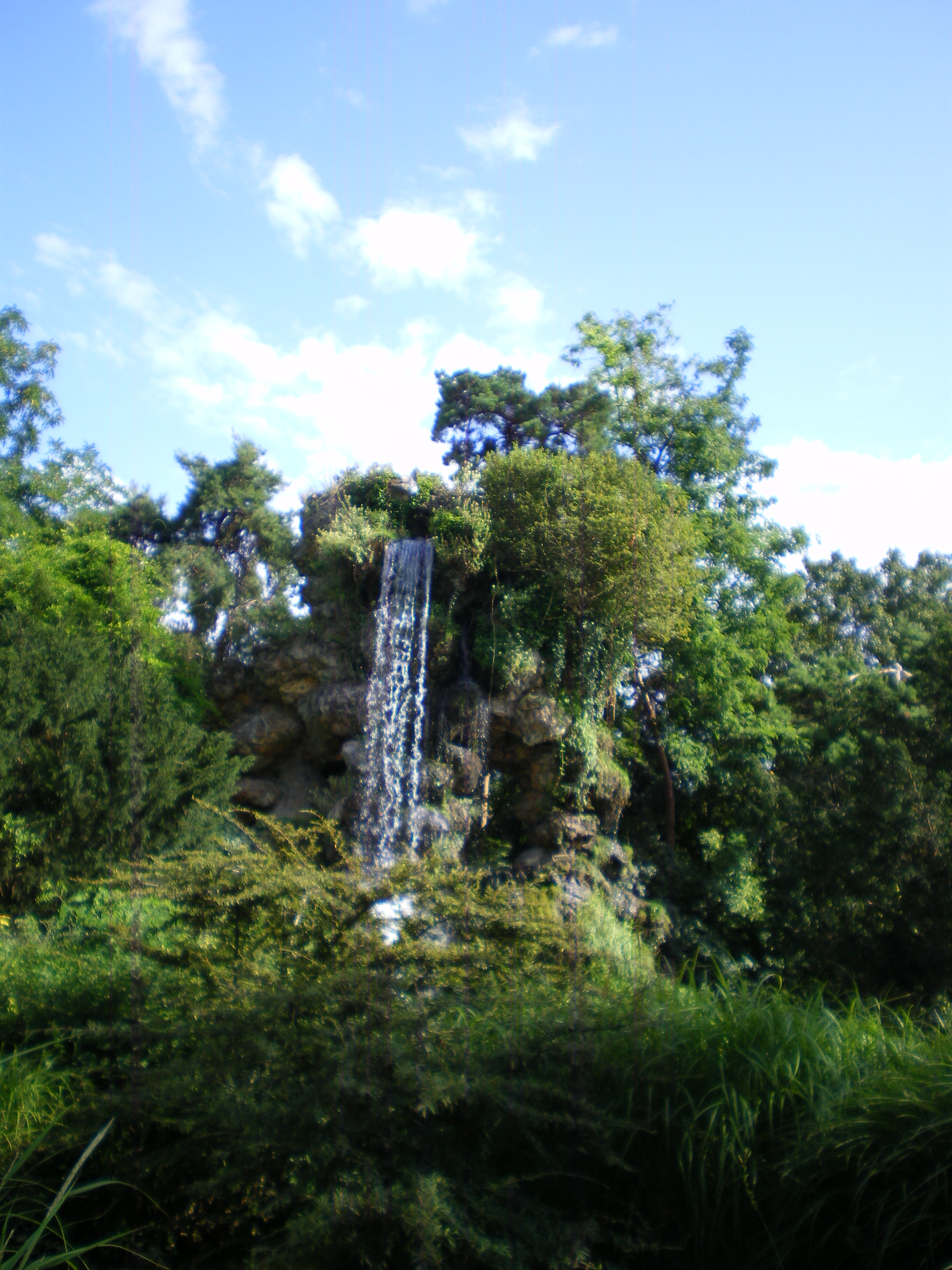
Le grand rocher.

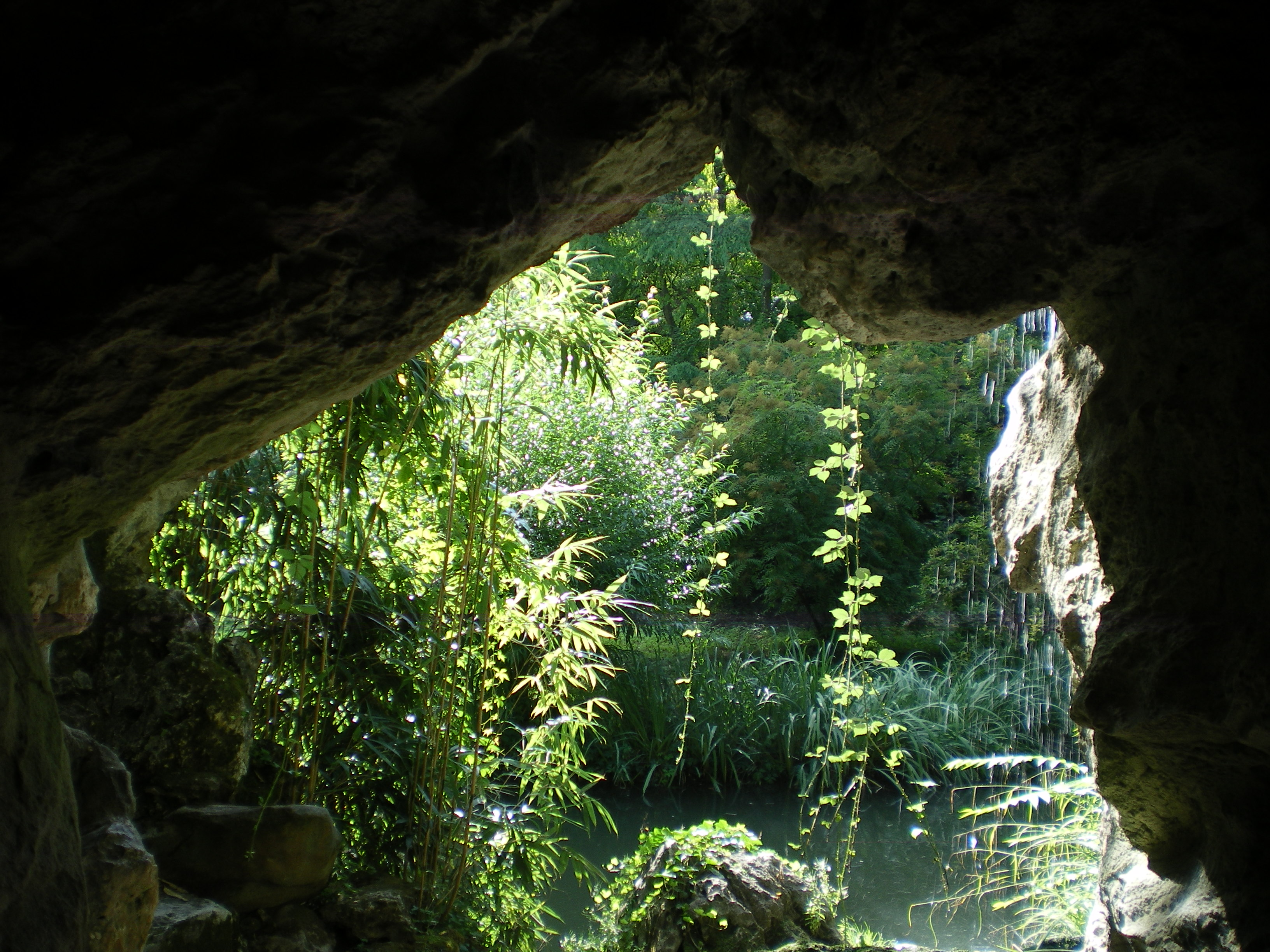
La grotte de l'étang des Cygnes noirs.

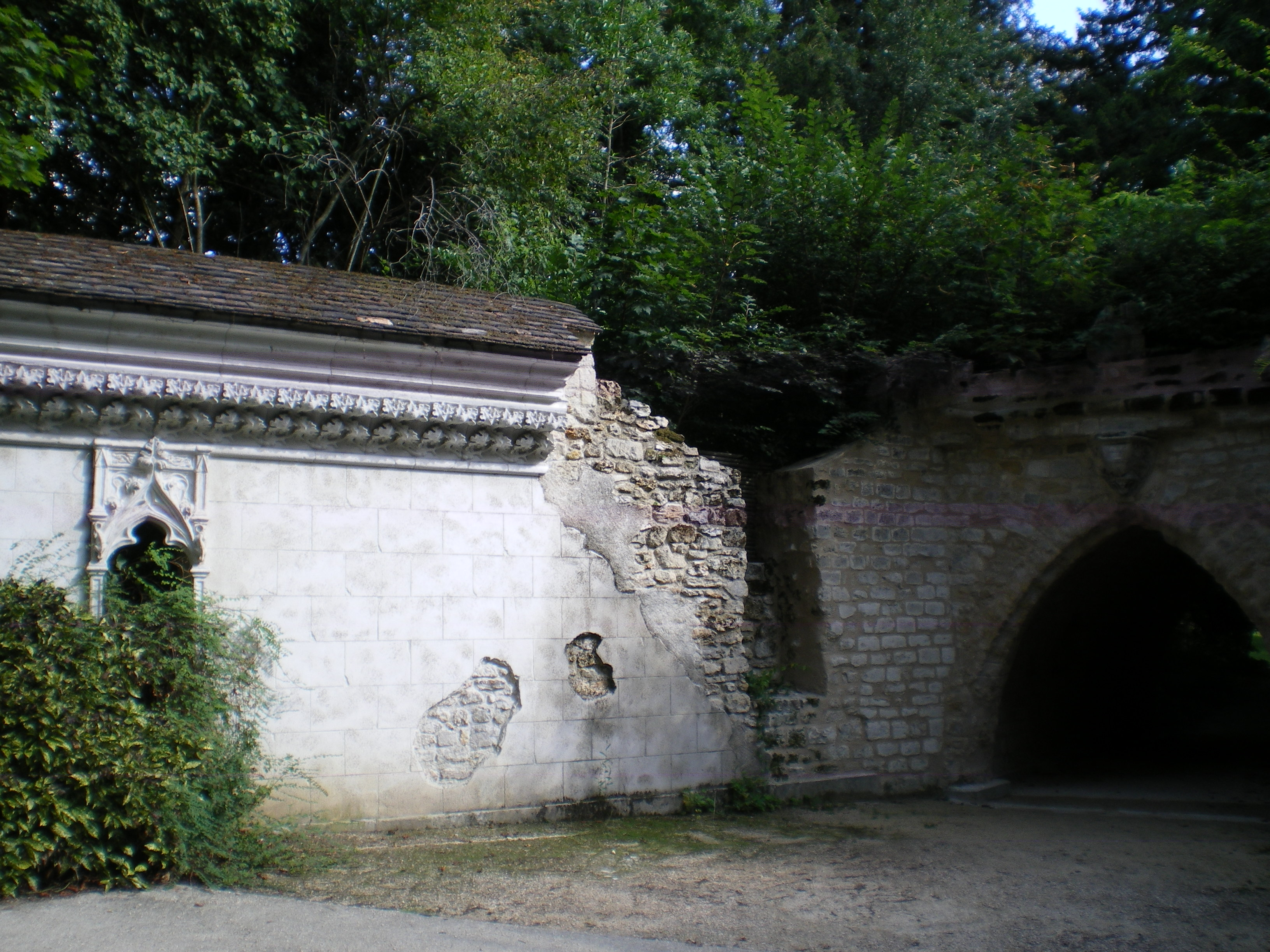
Ruines de l'abbaye de Longchamp.

La cour d'honneur, encaissée, est bordée au sud par le bâtiment des Pages, de taille nettement plus importante que la folie d'Artois, formé de deux pavillons reliés par une partie concave, percée en son centre d'une arcade qui ménage une vue sur le château. Les deux bâtiments sont reliés par un long couloir sous la terrasse qui borde la plaine. Des écuries et pavillons de garde complètent l'ensemble. Dès le bâtiment des Pages, le visiteur qui aurait des doutes est prévenu : il découvre « un bas-relief exécuté par le sculpteur Roland, L'Amour aux yeux bandés, et l'Amour faisant chauffer une flèche et tenant son doigt sur la bouche ».
Bélanger se charge de l'édification et de la disposition des fabriques et des sculptures, mais confie les plantations au célèbre botaniste et architecte-paysagiste écossais Thomas Blaikie, inspecteur des jardins du comte d'Artois. Celui-ci réalise sur quinze hectares des jardins dans le genre anglo-chinois parsemés de fabriques, inspirés de ceux de Chantilly, qui datent de 1774. Ces fabriques incarnent un « pays d'illusion » selon le mot de Carmontelle, plus qu'un simple décor, « un microcosme encyclopédique évoquant les différentes civilisations connues, de l'Égypte à la Chine ». C'est ainsi qu'on trouve un obélisque, un pont chinois et un autre palladien, une maison du philosophe gothique, une chaumière, une tente chinoise, une hutte primitive (l'ermitage), le tombeau d'un roi et celui d'un pharaon, une tour des Paladins... Aucune de ces fabriques, souvent réalisées en matériaux légers, n'a survécu : leur délabrement a conduit les propriétaires du XIXe à les abattre. Mais elles nous sont connues par la gravure. Seuls subsistent les soubassements et les enrochements. Parmi les plus remarquables : le grand rocher et sa chute d'eau, la glacière surmontée d'un belvédère, la grotte de l'étang des Cygnes noirs.
De 1778 à 1782, des vases et statues, essentiellement des copies d'antiques, sont importés d'Italie par le contrôleur général des marbres du Roi, le chevalier Trouard de Riolle « qui possédait des carrières à Carrare et qui fournit les frères de Louis XVI », conjointement avec celles prévues pour le château de Maisons. En 1779, Bagatelle reçoit ainsi un buste de Vestale. À l'été 1780, le marbrier Augustin Bocciardi réalisa les bases de marbre pour les vases posés aux quatre angles du château, et les socles des sculptures de ses niches. Le château et le bâtiment des Pages sont en effet ornés de statues dans des niches. Le sculpteur Daniel Auger exécute « l'obélisque en pierre rehaussé de quatre tortues [érigé en décembre 1780], deux têtes de Méduse en plomb [placées en mars 1781] », et quatre vases flanquant le pont chinois en pierre enrichie de plomb.
Pendant la Révolution française, le domaine sert à des fêtes champêtres et le pavillon devient un restaurant. En 1810, il est acquis par l'empereur Napoléon Ier qui le fait restaurer « dans son état pompéien » afin de servir de résidence à son fils unique, le roi de Rome, et où en 1812 il le présente à son épouse répudiée.
Lors de la Seconde Restauration, Bagatelle revient au comte d'Artois qui le donne au duc de Berry, qui l'entretient, puis à son fils le jeune duc de Bordeaux et futur comte de Chambord, époque, selon Ganay, de la création de la fausse ruine dite « de l'Abbaye de Longchamp », accolée à un terre-plein couvert de lierre, dotée d'une voûte ogivale et de pinacles.

### L'époque de lord Hertford

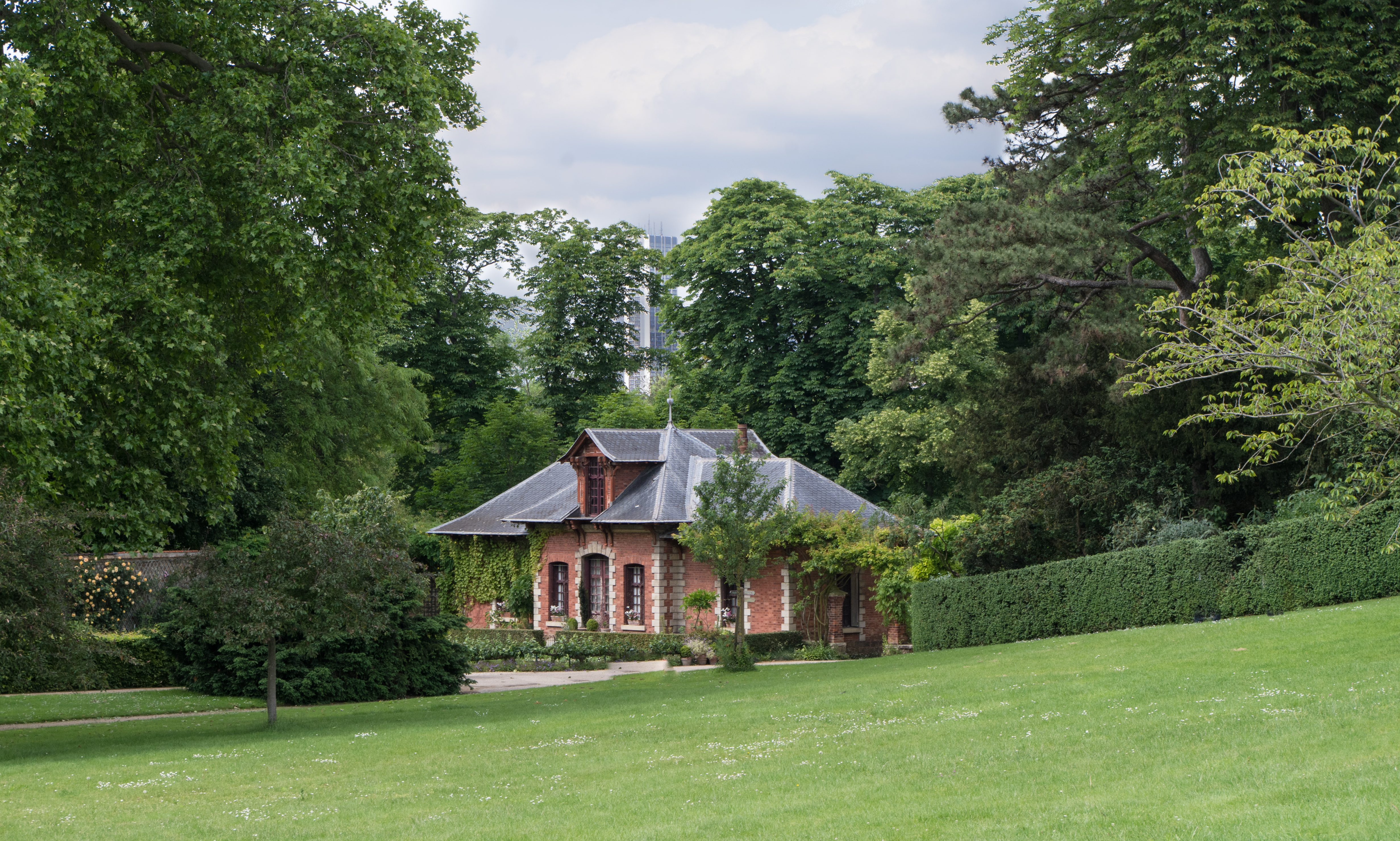
Bagatelle : la maison du jardinier.

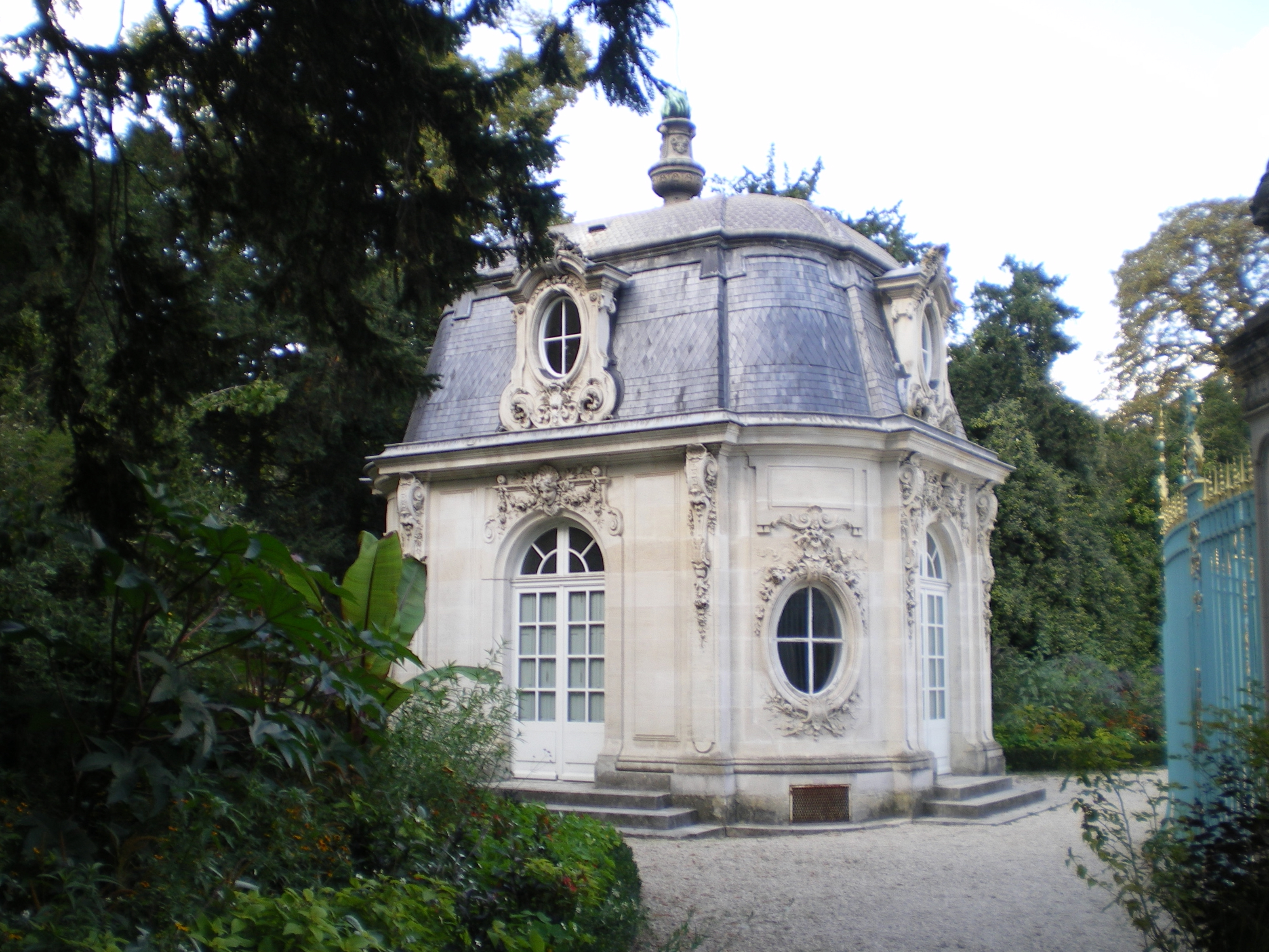
Bagatelle : le pavillon rocaille.

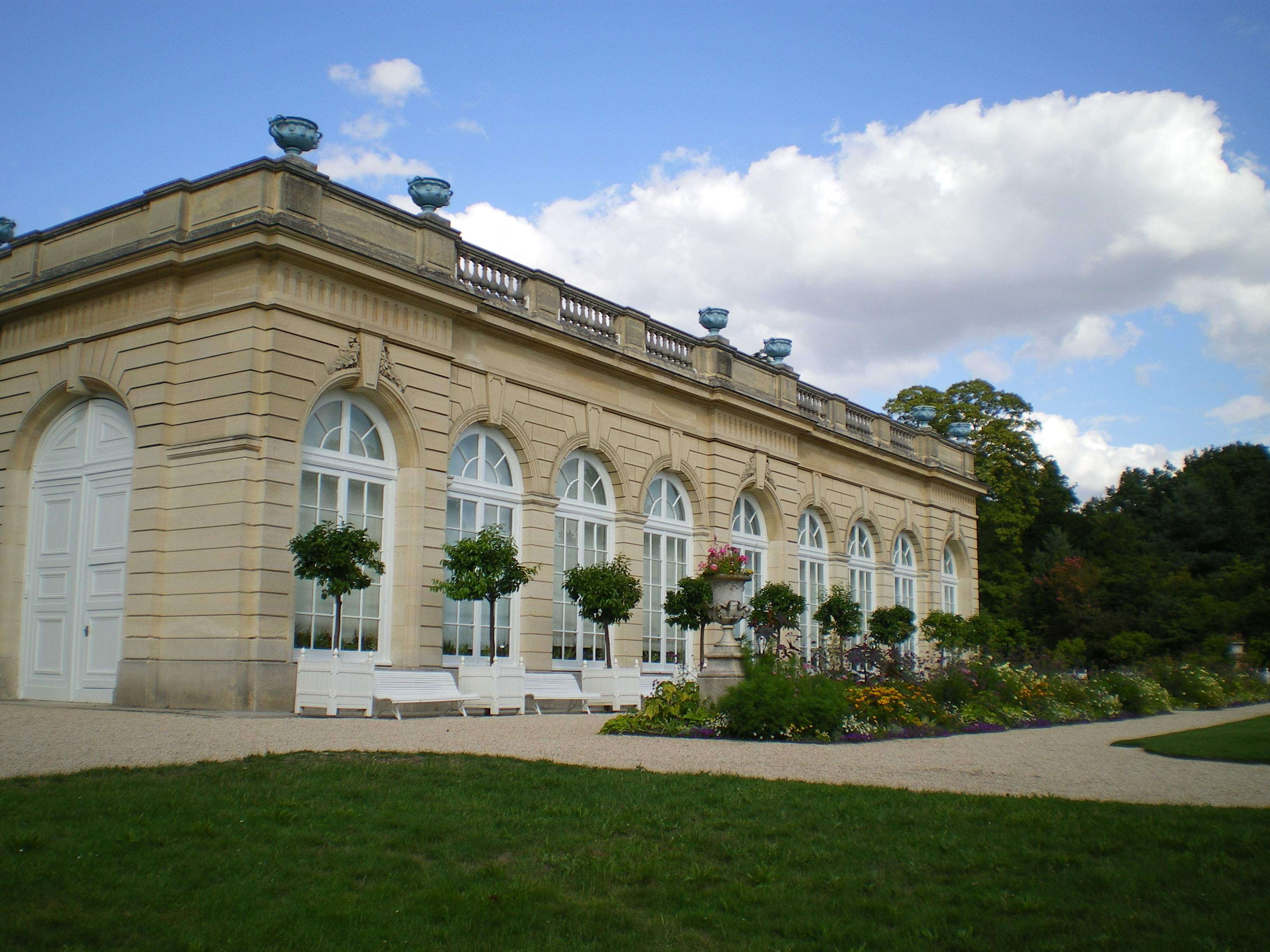
L'orangerie de Bagatelle.

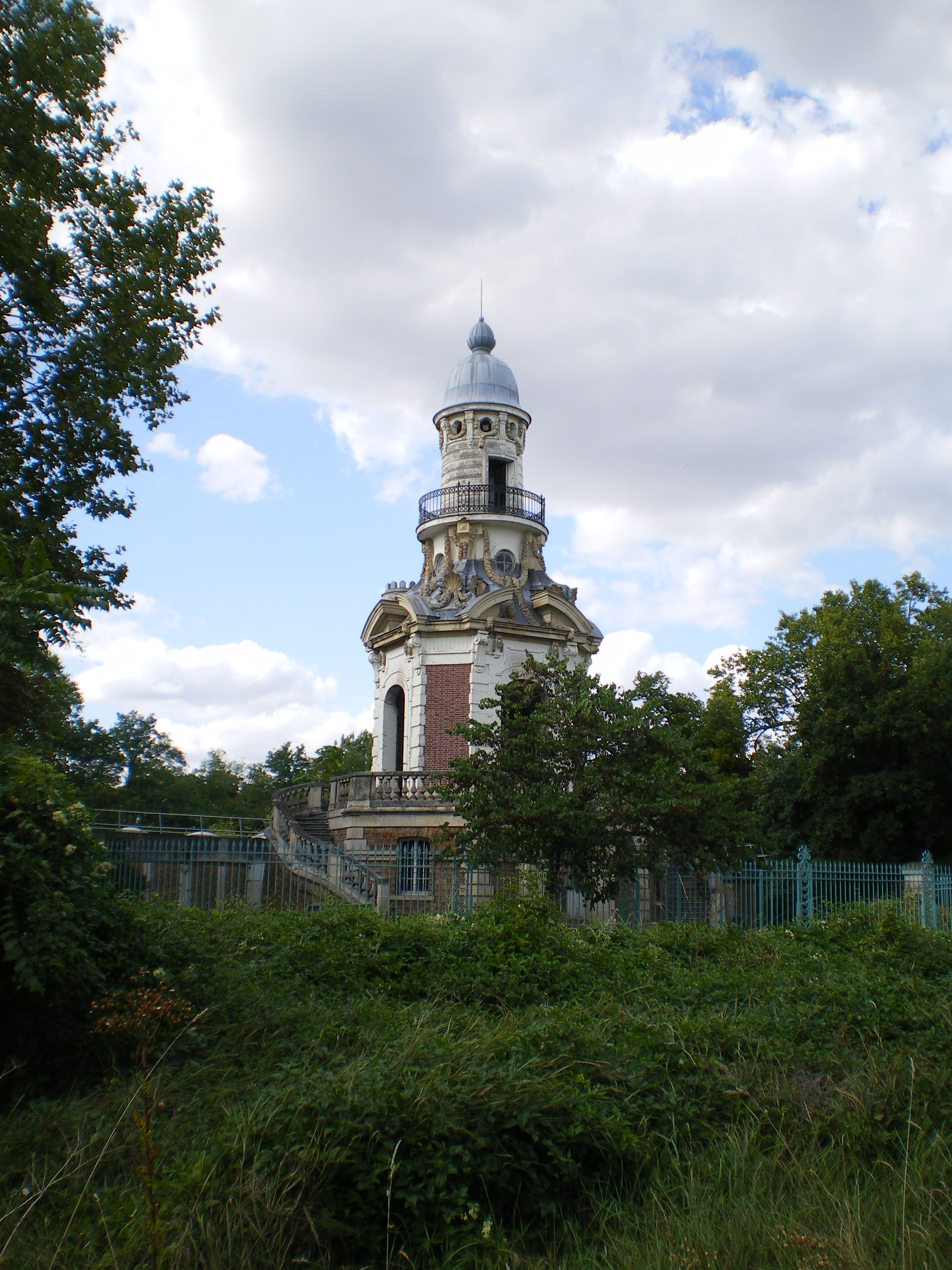
La pompe à feu, allée du Bord-de-l'Eau.

En 1832, une loi distrait du domaine de l'État Bagatelle et la Muette, dont l'administration compte tirer profit en les vendant. Le 8 octobre 1835, Bagatelle est vendu avec son parc qui compte alors seize hectares pour 313 000 francs à Richard Seymour-Conway, comte de Yarmouth, fils du marquis d'Hertford. « Il aurait surenchéri pour arracher Bagatelle à la convoitise de la bande noire ».
Richard Seymour-Conway (1800-1870), élevé en France, a déjà un hôtel particulier à Paris au no 2 rue Laffitte, où il entasse une très importante collection de tableaux, meubles, pendules, porcelaines montées, et autres objets rares du XVIIIe siècle français. Célibataire et ami du couple impérial, celui qui sera à partir de 1842 le quatrième marquis d'Hertford, crée à Bagatelle un manège pour les leçons d'équitation du prince impérial, suivies par sa mère depuis le kiosque chinois. Une roseraie a depuis pris la place de ce manège. Vers 1895, la très jeune Pauline de Broglie (1888-1972) découvre dans une remise à outils « un fauteuil délabré et tout rongé de vers, orné d'une aigle couronnée », qui pouvait être celui où prenait place l'impératrice.
Il profite de la cession à la ville de Paris du bois de Boulogne en 1852 pour racheter des terrains au sud ainsi qu'au nord (partie de l'ancien domaine du château de Madrid), qui feront passer la superficie de Bagatelle à vingt-quatre hectares. L'ensemble est clos d'un imposant mur d'enceinte. C'est l'occasion pour lui de remodeler entièrement le parc. Il fait appel pour cela à Varé, l'homme à qui Napoléon III a confié la création du parc du bois de Boulogne. Le jardin français est simplifié, il perd ses boulingrins, sa salle de verdure et ses quinconces. Au nord de ce jardin, un lac est créé (depuis, bassin des nymphéas), accompagné d'une grotte. Au nord-est prend place une immense pelouse, qui dégage des vues en contrebas sur le château. Tout au sud, il implante un manège équestre (depuis, roseraie) flanqué d'une fabrique qui subsiste : le kiosque chinois, et précédé du bâtiment de l'orangerie, dessiné par Fayer et Gaguiard. Toujours à l'initiative de Varé, la bordure du parc au sud du château est entièrement réaménagée avec des bâtiments en brique dans le style pittoresque utilisé au bois de Boulogne : de larges écuries et remises (restaurant depuis), et la maison du chef-jardinier, promise à un vif succès, entre deux jardins de vivaces et de plantes annuelles.
En 1862, lord Hertford fait remanier le château en le dotant d'un étage supplémentaire et d'un dôme. Ganay, qui reproduit les plans des recueils de Krafft, indique que « du côté de la cour, le cintre qui surmontait la porte d'entrée a été remplacé par un balcon sur lequel s'ouvre une porte-fenêtre […] ce qui change les lignes du bâtiment, le couronnement central a été exhaussé par une balustrade qui cache la toiture nouvelle, dressée plus haut de manière à donner des appartements dans un second étage (1860). De même, à la façade sur les jardins, une balustrade a été ajoutée au corps central pour dissimuler le nouveau comble ». Une lourde marquise est installée à l'entrée sur cour, supprimée depuis. Les belles cheminées du rez-de-chaussée datent de l'époque de lord Hertford. Celle du salon est une copie d'une cheminée de Caffieri à Versailles, celle de la salle à manger a son entablement soutenu par deux bacchantes en bronze, sur un modèle de Foucou exécuté par Gouthière. La cheminée de la chambre du comte d'Artois avec ses attributs guerriers, qui subsistait, est descendue dans un des boudoirs.
Il fait appel à Léon de Sanges pour rebâtir la pompe à feu qui alimente en eau le domaine et pour aménager une nouvelle entrée à l'est du parc, plus pratique pour accueillir ses invités venus de Paris : deux imposantes grilles en fer forgé aux extrémités dorées et un élégant pavillon en pierre de style rocaille, avec à l'extérieur un vaste rond-point en demi-lune. Hertford achète une quantité de statues, de colonnes et de vases qu'il installe dans le parc pour remplacer ceux qui ont disparu, dont des œuvres de Houdon. En dehors du kiosque chinois, il installe sur une pelouse une autre fabrique : un pagodon, provenant de l'Exposition universelle de 1867 ; lors de la vente du site à la ville de Paris en 1905, le pagodon est racheté et déménagé outre-Manche sur le domaine de Cliveden, au sein du Water Garden. L'actuelle pagode de Bagatelle est une copie de l'original installée en 1996.
Depuis le début des années 1840, lord Hertford a à ses côtés celui qu'on présente comme son fils naturel, Richard Wallace, qu'il aurait eu très jeune en Angleterre et ramené en France pour le confier à sa mère la marquise. Lord Hertford le prend auprès de lui comme secrétaire et l l'initie à l'art de la collection. Mais en vieillissant, le caractère du marquis se gâte : « Sa passion de la collection le rend maniaque… Il vit une existence austère, souffre de rhumatismes chroniques, acquiert une réputation exécrable pour sa médiocre hospitalité ». Il souffre en outre d'un cancer et, aux dires de Richard Wallace, il utilise ce dernier comme infirmier. Lord Hertford  meurt à Bagatelle le 25 août 1870, ayant transmis le marquisat à un cousin au second degré et sa fortune à Richard Wallace. C'est du moins ce qui est indiqué dans le testament retrouvé sur place (ouvert), qui sera contesté par les cousins anglais.

### Richard Wallace

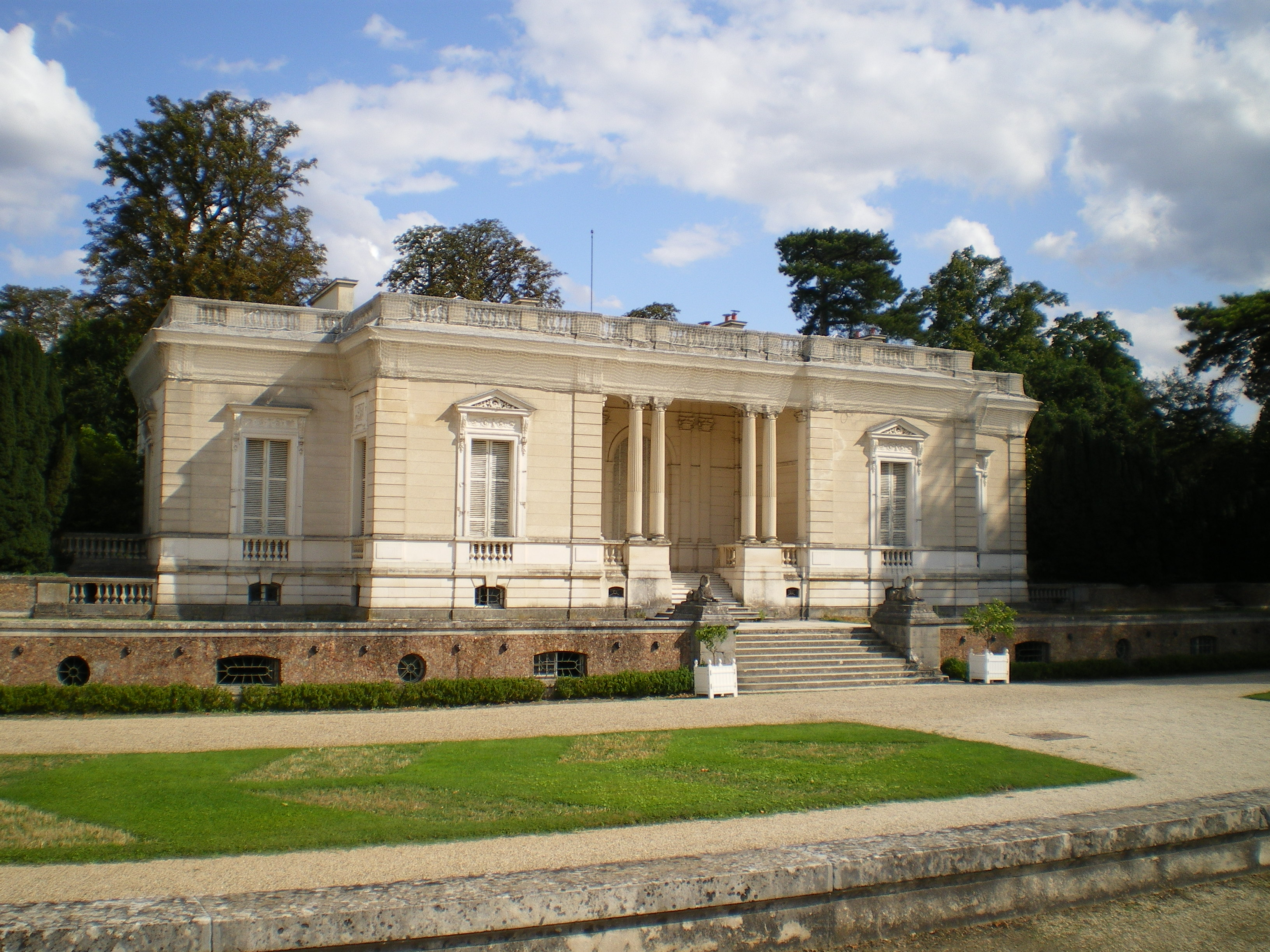
Le Trianon de Bagatelle.

Richard Wallace, qui suit les traces de lord Hertford dans le domaine des collections, a une maîtresse, Julie Castelnau, qu'il épousera en 1871, et un fils naturel, Edmond. Nanti de sa nouvelle fortune, il devient munificent pendant le siège de Paris : il distribue sans compter les secours à la population affamée, vient en aide aux blessé et, fonde un hôpital à Levallois-Perret (British Hospital). Cette activité lui vaut la cravate de commandeur de la Légion d'honneur ; de son côté, la reine Victoria le fait baronet. Une fois la paix revenue, il va augmenter considérablement la collection du marquis d'Hertford, à laquelle il donnera son propre nom, par l'achat à haut prix d'importantes collections particulières, notamment d'armes anciennes et d'objets d'art médiéval et Renaissance. Mais il va prendre en 1872 une décision lourde de conséquences : le  transfert de la majeure partie de sa collection à Hertford House (en), sur Manchester Square, où il vit jusqu'à la mort de son fils en 1887. Vincent Bouvet dit que c'est l'incertitude politique qui règne en France qui l'incite à prendre cette décision, qu'il semble chercher à adoucir en offrant au même moment à la population parisienne les fameuses fontaines Wallace. Une chose est sûre : l'explication selon laquelle il aurait été vexé de l'ingratitude française ne tient pas, car outre la cravate de commandeur, il a eu la médaille d'or de la ville de Paris et un boulevard à son nom, entre Paris et Neuilly.
Mais il ne néglige pas Bagatelle : en 1872 Léon de Sanges effectue d'importants travaux dans la cour d'honneur du château : pour l'agrandir, le bâtiment des Pages est démoli et remplacé par deux petits pavillons de gardiens, la cour est enserrée dans des terrasses, et à l'est, une grand bâtiment, le « Trianon de Bagatelle », est édifié, en principe pour accueillir le fils de Richard, qui n'y viendra jamais. Le Trianon sera fort utile par la suite pour accueillir des expositions.
Après la mort de son fils Edmond, Richard Wallace vit en reclus à Bagatelle, devenu, un peu comme lord Hertford, très misanthrope. Il ne sort plus guère du domaine, y conviant des personnalités sans assister aux repas qu'il leur offre mais — aux dires de lord Warwick — les observant par une ouverture circulaire aménagée dans un mur. Il y meurt trois ans plus tard, selon Montebianco sans avoir déterminé le devenir de la collection, selon d'autres après avoir testé en faveur de sa vieille compagne française épousée en 1871, Julie Castelnau (1819-1897), devenue ainsi l'unique héritière de tous les biens anglais et français légués à son époux par son père le marquis d'Hertford, ce, alors même qu'Edmond a eu de sa maîtresse quatre enfants reconnus.
À cette époque, Pauline de Broglie, alors petite fille de la noblesse française, joue dans le célèbre parc : « Bagatelle en ce temps-là [1895] était bien différent du parc public qu'il est devenu depuis. Sir Richard Wallace était mort et Lady Wallace, bien que française et n'ayant jamais appris à parler anglais, délaissait Bagatelle et n'y venait que très rarement. La propriété était jalousement fermée et nous partagions avec les Greffulhe et les d'Arenberg le privilège unique d'y entrer librement […]. Les jardins, les pelouses, les bosquets étaient remplis de statues. Diane chasseresse, Vénus au bain et le Faune cymbalier protégeaient nos jeux […]. Dans les nombreuses pièces d'eau, les amours chevauchaient les dauphins et des crapauds fantastiques effrayaient les cygnes et les poissons rouges en vomissant des torrents d'eau […]. Dans une grotte artificielle, un éphèbe tout nu, de grandeur nature, retirait une épine de son pied. Des vases surmontés de dragons ailés ou de sphinx à têtes de femmes ornaient les carrefours. Des colonnes de marbre rose et des obélisques antiques se dressaient au milieu des prairies. Devant l'orangerie, sur la pelouse transformée aujourd'hui en roseraie, se trouvait une piste circulaire où le prince impérial avait appris à monter à cheval […]. Tout au fond du parc se trouvait le cimetière des chiens. Des colonnes brisées, des urnes païennes […]. Bien que toujours inhabité, le domaine était très bien tenu, comme si les propriétaires étaient attendus à tout moment. Un jardinier en chef et une trentaine d'ouvriers suffisaient à peine à ce coûteux entretien […]. Un marbre noir du plus grand prix, Le Discobole, avait été volé […]. Il fut retrouvé le nez dans la fange d'un fossé du bois de Boulogne. Le régisseur se borna à faire murer les petites portes du parc et à installer des veilleurs de nuit dans des logettes […]. »
Nouvelle détentrice à 72 ans d'une énorme fortune et d'une des premières collections artistiques d'Europe, lady Wallace lègue en 1894, d'une part à la nation anglaise près de 5 500 meubles, tableaux et objets d'art — dont les plus importantes séries de meubles de Boulle et de porcelaines de Sèvres connues — à la condition qu'elle prenne le nom de son défunt mari (le musée, qui comporte vingt-cinq galeries, ouvre en 1900 dans Hertford House), d'autre part à son secrétaire et homme de confiance, John Murray Scott, la somme d'un million de livres, l'immeuble de la rue Laffitte, Bagatelle, un domaine irlandais et leur riche contenu.

### Un domaine délaissé et menacé

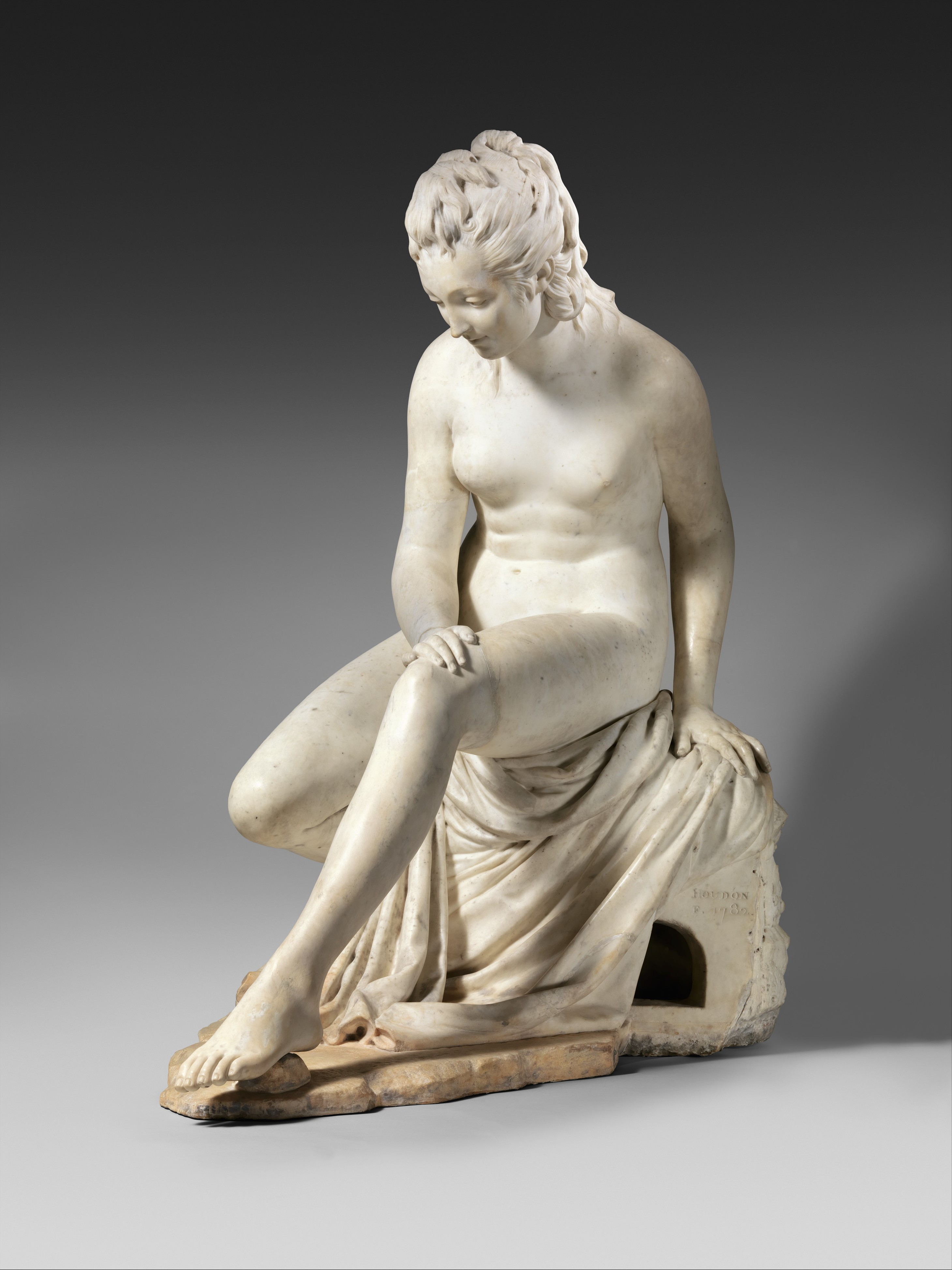
Jean-Antoine Houdon, La Baigneuse, Met.

« Seery [John Murray Scott] avait une autre maison à Paris [Bagatelle], dans le Bois. C'était un bijou..., niché au fond d'un jardin du genre jardin anglais. La maison était vide, mais nous y allions pour pique-niquer. Dans une grotte, une statue de nymphe baignait son pied dans l'eau […]. Des années plus tard, Seery a vendu cette statue. Un jour, je l'ai vue dans un grand magasin d'antiquités de Londres et j'ai éclaté en sanglots ». Il s'agit de La Baigneuse, réalisée par Jean-Antoine Houdon pour le duc d'Orléans et rachetée par lord Hertford, depuis au Metropolitan Museum (Met).
De même origine et encore plus célèbre, L'Hiver, aussi appelé La Frileuse, tirage en bronze de l'époque vendu par Scott, se retrouve maintenant également au Met.
S'il loue la plus grande partie de l'ancien hôtel des Hertford (1 324 m2) en s'étant réservé un grand appartement comme pied-à-terre, Scott vide Bagatelle de son riche mobilier et de ses ornements extérieurs qu'il vend. Il souhaite aussi lotir le parc, ce qui déclenche une levée de boucliers. Sur proposition de Jean-Claude Forestier, directeur des Parcs et Jardins de la ville, Paris achète le domaine de Bagatelle par acte du 12 janvier 1905 pour la somme de six millions cinq cent mille francs, ce qui n'empêche pas Scott de continuer à en retirer tout ce qu'il peut emporter ; ainsi, le 23 juin de cette année, l'antiquaire parisien Élie Fabius acquiert pour plus de 6 000 francs « quatre groupes en bronze et socle en marbre de Bagatelle » - sans autre précision.
Le 17 janvier 1912 Scott meurt à Hertford House, ayant légué une partie des biens mobiliers Hertford-Wallace - dont il avait lui-même hérité - à son amie intime lady Sackville-West (1862-1936) ; deux ans plus tard elle vendra le contenu du mythique appartement-musée parisien - qui dans l'esprit de Scott devait enrichir le mobilier du château familial de Knole - estimé à 350 000 livres, à l'antiquaire Jacques Seligmann, qui le paie en bloc 270 000 livres et le disperse.
Malgré la vente des ornements des jardins intervenue avant 1906, lady Sackville s'en était probablement fait donner auparavant certains puisque vers 1930 elle  fera installer six vases en marbre réputés provenir de Bagatelle dans le château de Sissinghurst, acquis vers 1930 par sa fille unique et son gendre - où ils sont conservés.

### Une lente renaissance

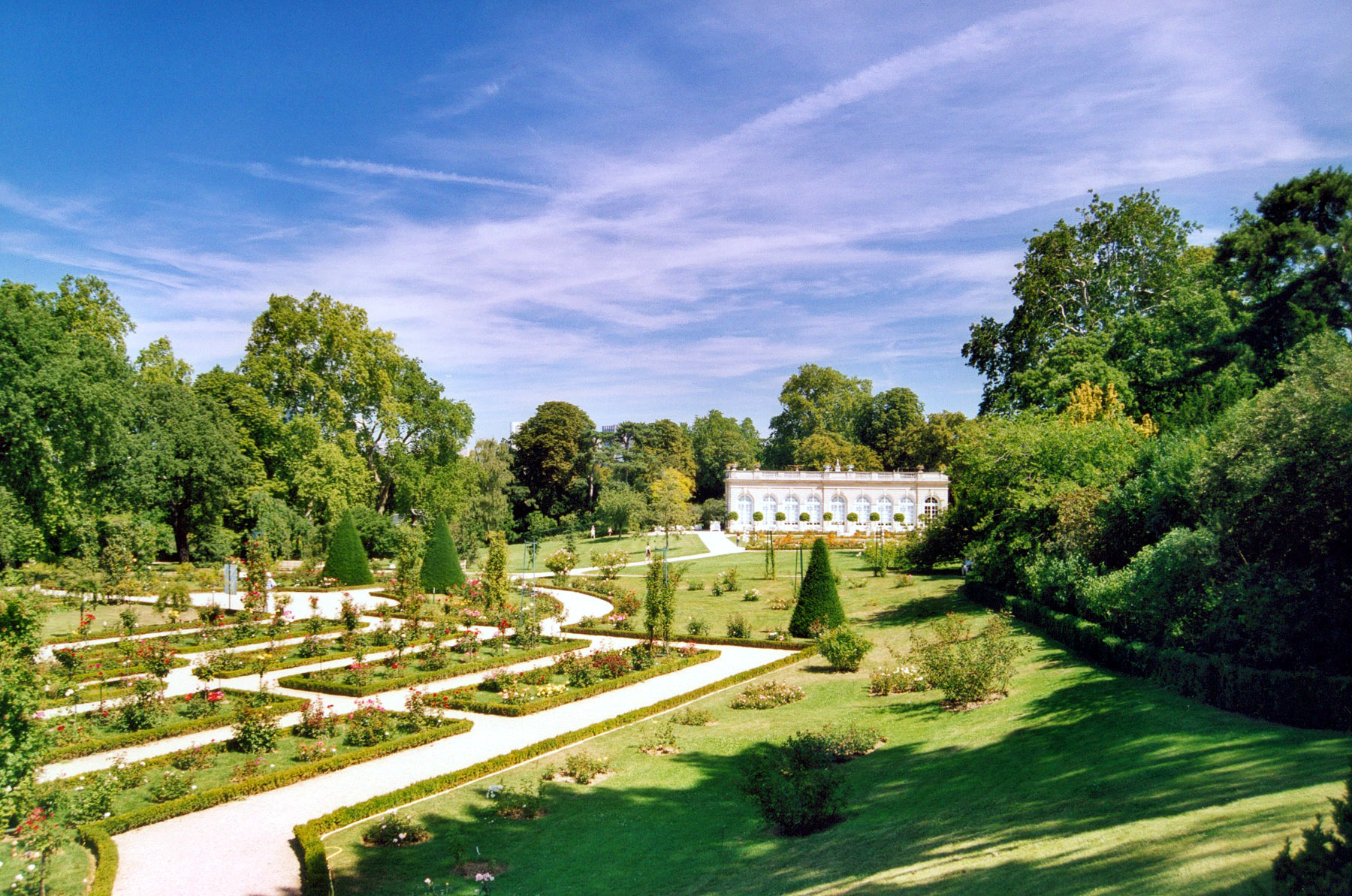
L'orangerie et la roseraie depuis le kiosque chinois.

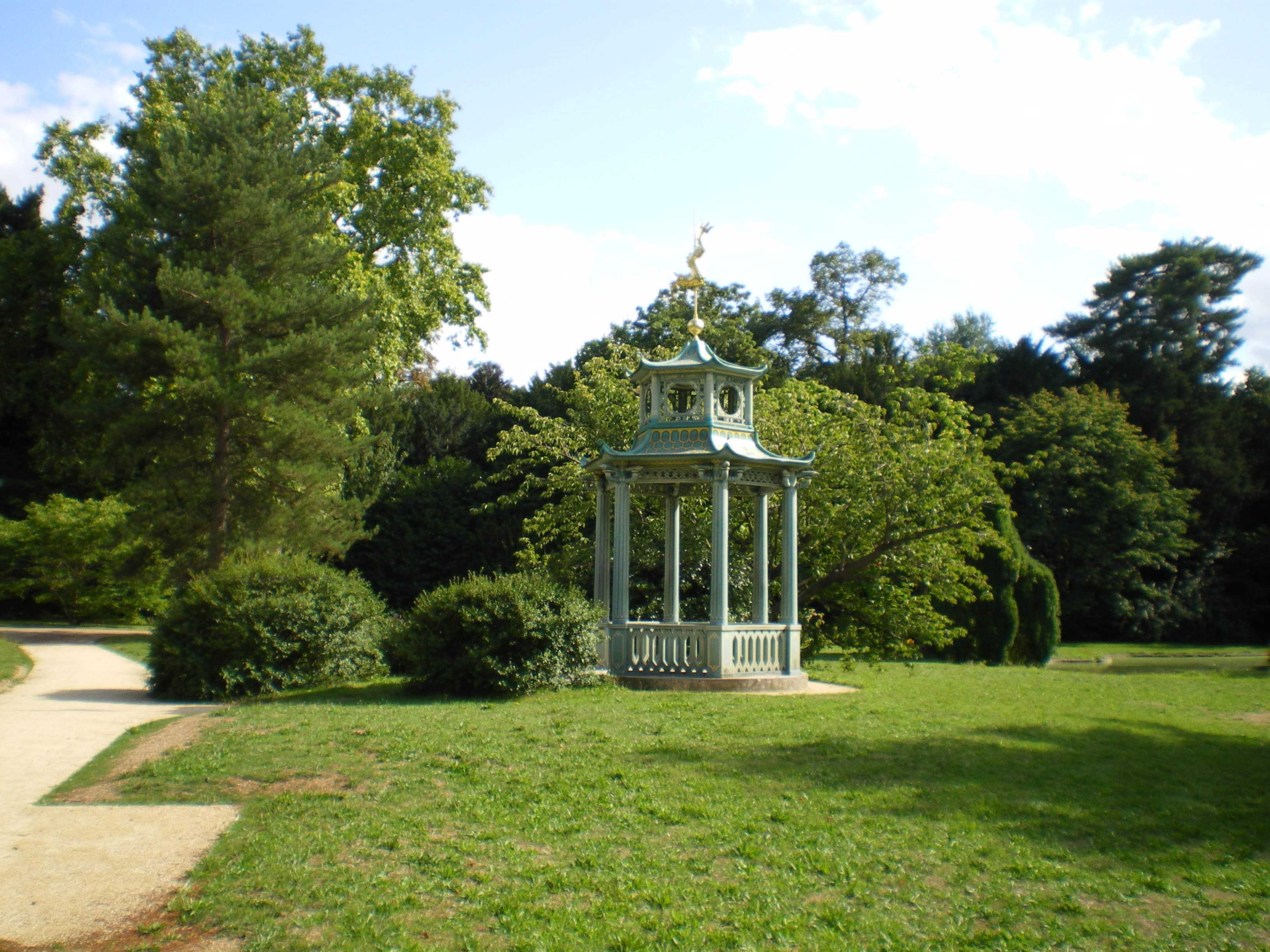
Le pagodon de Bagatelle.

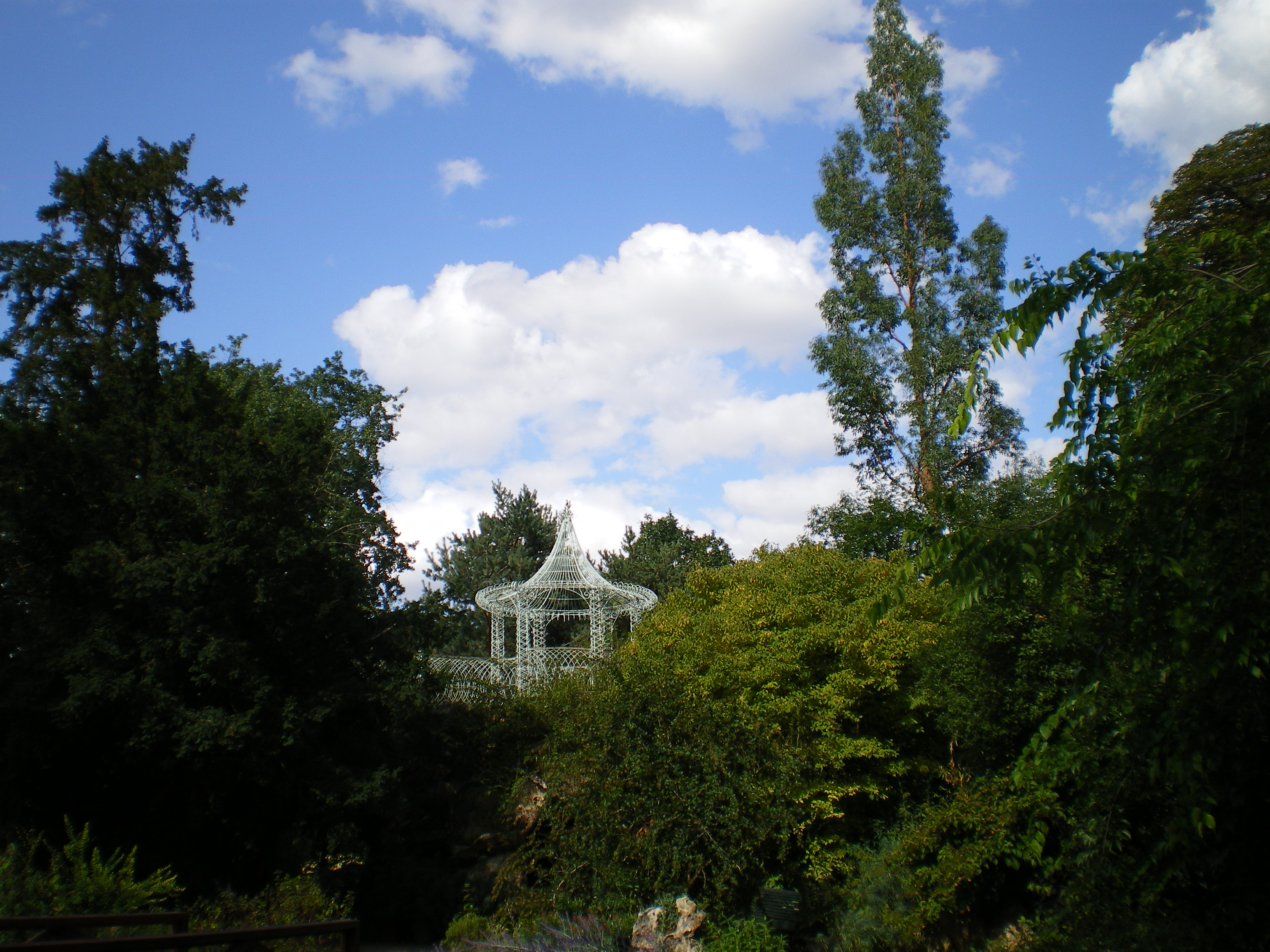
Le kiosque de la grotte des Quatre Vents.

À partir de 1905, le parc s'articule en trois secteurs :
- au centre, le jardin anglo-chinois de Blaikie, légèrement remanié par Varé, et, longeant la terrasse, le parterre à la française ;
- au nord, le jardin anglais de Varé : un lac, une grotte, deux grandes pelouses, des massifs de fleurs ;
- au sud, le jardin moderne de la ville : face à l'orangerie du marquis d'Hertford, la roseraie (roses anciennes et modernes), et sur le côté, le jardin des iris et celui des autres vivaces, le potager et le jardin des Présentateurs, par Forestier. Ce dernier est à l'origine du concours international de roses nouvelles de Bagatelle, créé en 1907 et qui se tient chaque année en juin.

« Si les jardins et la roseraie furent bien tenus, le pavillon, privé de tout entretien, ne cessa de se dégrader ; faute de surveillance, des cheminées disparurent encore au début des années 1970. Un nouveau départ est donné en 1977 quand Mme Jacqueline Nebout, adjoint au maire de Paris, reçoit la Délégation à l'environnement et aux parcs et espaces verts de la capitale. En dix ans, son budget sera multiplié par dix et les travaux de restauration extérieure et intérieure ont absorbé plus de trois millions de francs depuis 1984 ».
Jacqueline Nebout préside l'Association des Amis du parc et du château de Bagatelle, de sa fondation en 1980 jusqu'en 1996, date de son départ pour d'autres fonctions. Elle est remplacée par l'assureur Patrick Lucas, assisté de Jean Guéroult. C'est une professionnelle de l'animation culturelle, Nelly Tardivier, qui assure la direction de l'association. Cette équipe met sur pied pendant vingt ans une programmation soutenue d'expositions (plus de cent cinquante), dont plusieurs en lien avec le musée du Louvre (« Les Jardins persans », « Les Jardins du Maroc »), des colloques adossés à des expositions (les paysagistes Henri et Achille Duchêne, avec Érik Orsenna et Monique Mosser), et une exposition Henry Moore en 1992 qui a un retentissement mondial, inaugurée en juin par la reine d'Angleterre. Quelques années après, à l'occasion de l'exposition Lalanne, le jardin est à nouveau mis largement à contribution. Parallèlement, l'association organise des cycles de concerts dans l'orangerie de Bagatelle. La plupart des affiches des expositions ont été réalisées par la Compagnie Bernard Baissait,.
Du 15 juin au 3 juillet 1988, l'exposition La Folie d'Artois à Bagatelle permet de tenter un remeublement dans son état de l'époque Louis XVI et un décor conçu par le décorateur Jacques Grange, grâce à l'association inédite de conservateurs de musées nationaux et du Mobilier national, et de six antiquaires parisiens (Jean-Marie Rossi, Didier Aaron, Michel Meyer, Jacques Perrin, Maurice Ségoura et Bernard Steinitz) ayant sorti de leurs réserves entre autres douze sièges de J.B. II Lelarge provenant d'un salon de la comtesse d'Artois au château de Saint-Cloud, une commode de Joseph Baumhauer ayant appartenu au marquis de Marigny, des chaises « ponteuses » de Georges Jacob, une paire de cabinets dans le goût de Boulle attribués à Levasseur, une « table-tambour » de Topino, pendule, candélabres, porcelaines de Sèvres et tapis de la Savonnerie.
À l'issue de la manifestation, ces grands marchands offrent au château la paire de faunesses en bronze qui avaient orné les montants de la cheminée en marbre de la salle à manger et en avaient été retirés. Deux autres paires de montants similaires sont connus : sur la cheminée d'une des pièces du premier hôtel du comte d'Evreux, place Vendôme à Paris, et sur celle (remontée) de la « Fragonard room » de la Frick Collection à New York, dont le catalogue en ligne donne le dessin de la cheminée en marbre (vers 1780-1785) à François-Joseph Bélanger, architecte de Bagatelle, les figures de faunesses à Jean-Joseph Foucou, et attribue les bronzes à Pierre Gouthière.
De nombreux chantiers ont lieu dans le parc : consolidation des ruines de l'abbaye de Longchamp et du grand rocher, dont la solidité était compromise par la cascade qui descend de son sommet, installation d'un kiosque en treillage métallique à la place de la maison du philosophe au-dessus de la grotte des Quatre Vents, création d'un pagodon chinois sur le modèle de celui existant au XIXe siècle, restauration de la glacière en forme de tour de Babel et de son chemin d'accès au sommet.
Ces activités se sont arrêtées en 2002 quand la nouvelle municipalité a annoncé à l'association des Amis que la convention qui les liait ne serait pas renouvelée, ce qui a forcé cette dernière à mettre fin à ses animations culturelles et à se dissoudre. Le château est depuis fermé à la visite. La mairie a juste continué les concerts.

### Un retour inespéré

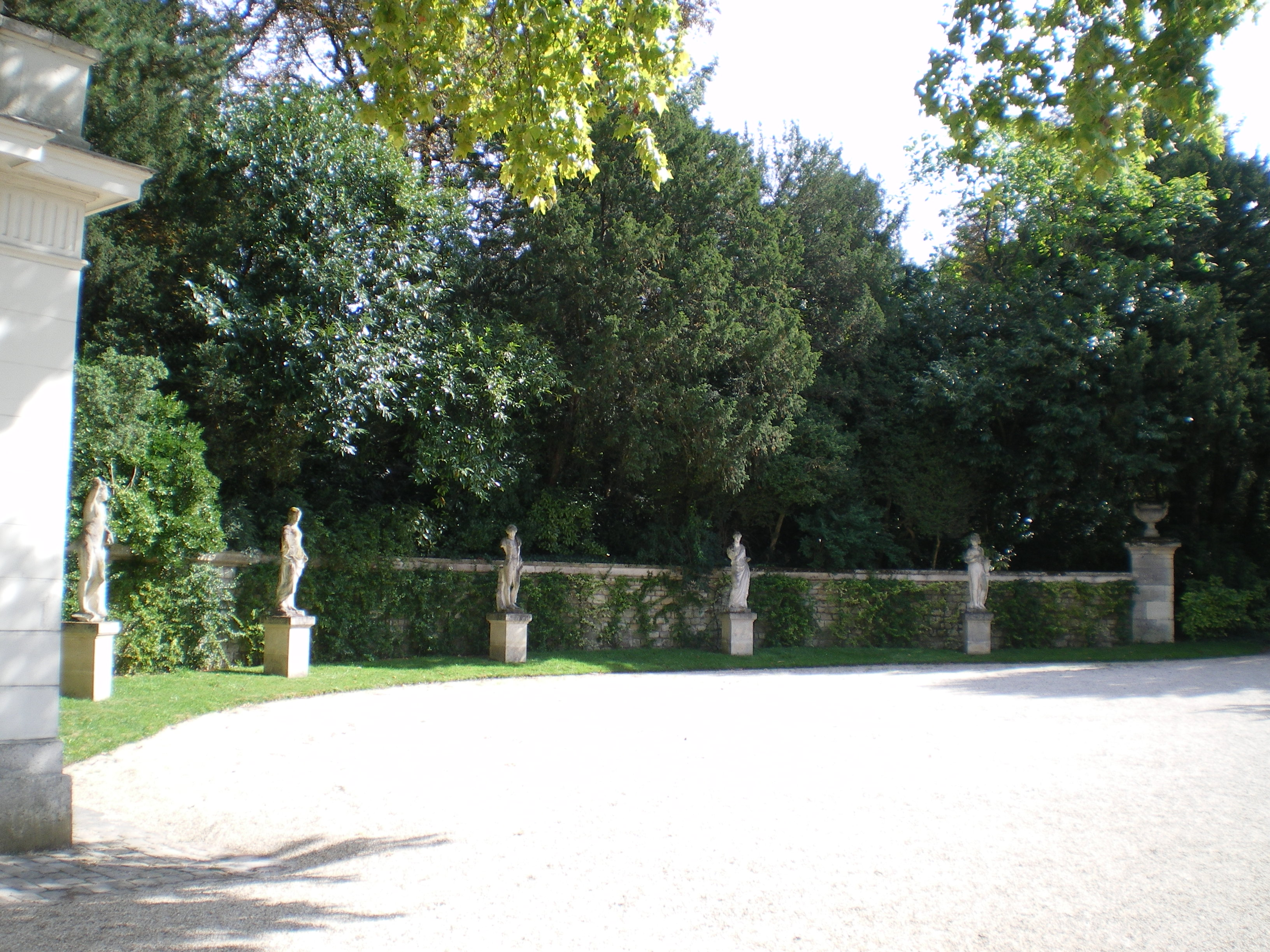
Les statues de Bonnemare.

Plusieurs statues réalisées pour Bagatelle entre 1778 et 1781 par les sculpteurs Auger, Simon, Lhuillier, Roland — auteur de deux sphinx sculptés en pierre de Conflans « de la plus belle qualité, posé(s) de chaque côté du perron qui monte au pavillon côté de la cour, coiffé(s) dans le style égyptien » — sont vendues vers 1900 au notaire parisien Gustave Gatine, qui les transporte dans le parc de son château de Bonnemare à Radepont (Eure) ; huit des dix statues : une Prêtresse, Hébé, Flore, Clio, Mars, La Fidélité, Le Secret, ayant orné la façade du pavillon dit « du Commun » ou « du Gouvernement », sont reproduites par Gautier. Ces statues étaient passées au XIXe siècle par le château de Bercy, rachetées par lord Hertford au moment de la démolition de ce château en 1861.
En mai 1780, Bachaumont y vit « six statues [qui] caractérisent davantage son usage [que l'inscription du fronton précitée], le silence, le mystère, la folie, etc. Plus loin, un Hercule dans ses plus brillants attributs parait partager avec celles-ci l'empire du lieu ». L'association des Amis de Bagatelle, après avoir localisé les statues, en a négocié le retour et assuré la restauration, avant de les donner à l'État. Au total, en 2002, dix statues ont été installées en arc de cercle dans l'avant-cour, faute de retrouver leurs niches d'origine, plus deux sphinx devant le château.
Eisner espérait en 1988 le retour au château de dix panneaux peints par Callet  pouvant en provenir, et repérés dix ans plus tôt « dans un château du Vendômois ».

### Odyssée du mobilier

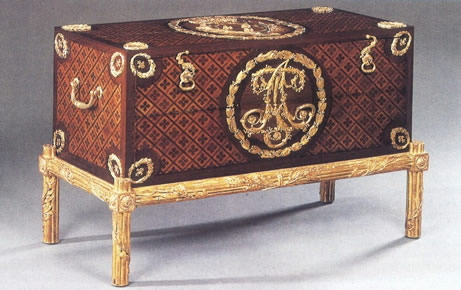
Coffre de la chambre du comte.

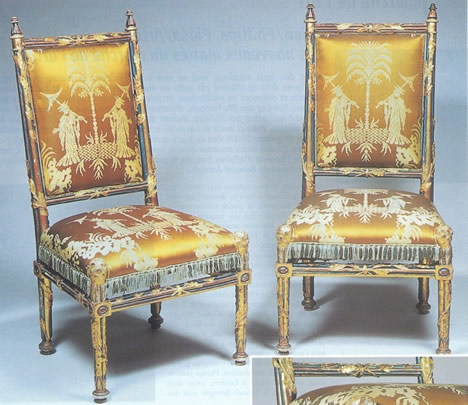
Chaises de la chambre du comte.

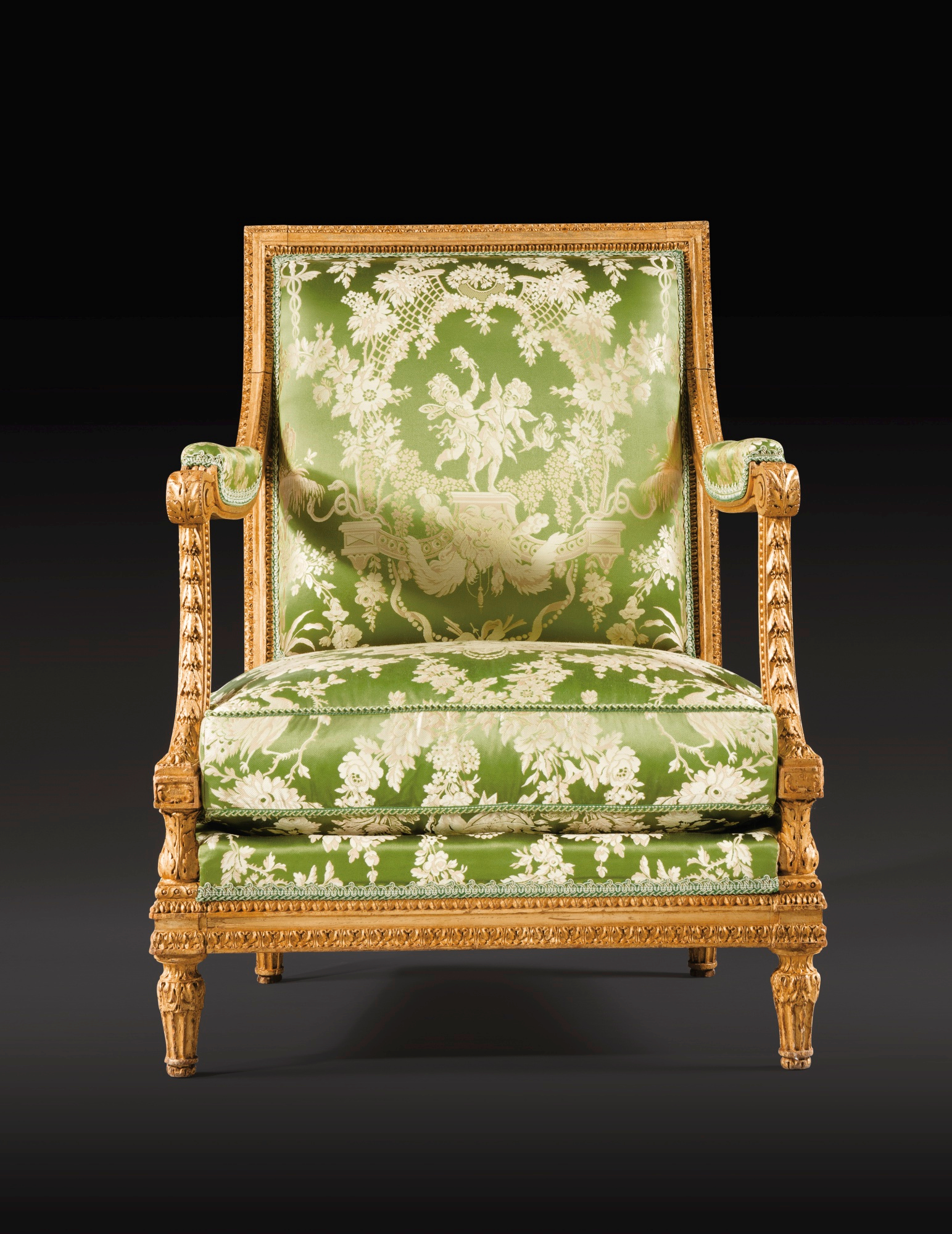
Fauteuil de la salle de bain de Bagatelle.

Le bois du fauteuil d'apparat commandé à George Jacob par le Garde-meuble du comte d'Artois en prévision de la venue de Louis XVI à la fête de Bagatelle du 12 juillet 1784, sculpté par Rode et doré par Ramier, fut vendu par Christie's à Londres le 23 juin 1999 pour 386 000 £.
Une série de six chaises de George Jacob sculptées par Rode et dorées par Aubert, qui fut livrée en 1778 « pour son pied à terre champêtre » de Bagatelle, figura à la vente d'une partie de la collection Greffulhe du 6 mars 2000 ; à noter que le banquier et spéculateur Henry Greffulhe eut pour oncle le comte d'Armaillé, ami et conseiller artistique de Wallace.
Deux chaises de Georges Jacob, sculptées par Jean-Baptiste Rode de lances, faisceaux, flèches, massues et branchages de laurier, livrées en 1778-1779 pour la chambre du comte, figurèrent à une vente publique à Dijon le 14 mai 2000, présentées par Me Bizoüard. La vente fut annulée puis reprise à Paris le 21 juin. Elles provenaient des Faucigny-Lucinge, héritiers du duc de Berry et d'Amy Brown. L'acheteur en fut l'antiquaire Camille Burgi.
Les mêmes chaises, accompagnées des deux fauteuils de cette chambre, furent vendues chez Artcurial le 22 juillet 2020 et atteignirent 900 000 euros hors frais, sur une estimation de 300 à 500 000 euros. En dehors de son décor unique, une autre originalité de ce mobilier est qu'il n'est pas entièrement doré mais aussi bleui : pour accentuer le côté chambre militaire, on a en effet utilisé une patine dite façon canon de fusil.
Fut également destiné à cette chambre un coffre de voyage d'abord recouvert de maroquin bleu puis marqueté et orné de bronzes dorés, dont deux couronnes de feuillages avec monogramme, fourni en 1778 par le marchand Delaroue pour 1 758 livres ; le piètement est de Jacob et J.B. Rode. De même provenance que les deux chaises, le coffre a été vendu aux enchères en 1990, et à nouveau chez Christie's le 18 mai 2006.
Le 19 mars 2015 lors de la vente de la collection de l'expert Dillée par Sotheby's, une paire d'appliques en principe pour cette pièce, à motifs de fût de canon et aux armes de France, atteignit le prix de 1 143 000 euros.
Le 3 juillet 2019, Sotheby's Londres proposait le seul fauteuil bas connu d'une série de quatre pour la salle de bain du comte d'Artois, en fait le boudoir de Hubert Robert. Il avait été découvert par un antiquaire de l'ouest de la France. On retrouve ici Georges Jacob pour le dessin et Rode pour la sculpture. Il est resté invendu. Repassé en vente chez Artcurial le 12 juillet 2021, il est cette fois acheté par la fondation Mansart pour le remeublement de Bagatelle.
L'État et la ville de Paris ne sont pas intervenus dans ces ventes. Par ailleurs, on déplore des cambriolages, dont celui de 1996 par une bande organisée dite hollandaise, qui visait spécialement les bronzes. Une partie du butin a pu être récupérée.
Un fauteuil de Jacob pour le salon en rotonde a été récemment retrouvé et identifié dans les réserves de Waddesdon Manor. Il a été restauré et regarni.

### Restauration
En 2019, la Fondation Mansart est chargée de la restauration et du réaménagement du château. Les travaux commencent en mai 2021 pour les extérieurs (façades, toitures et menuiseries), les décors intérieurs étant programmés pour 2022. L'objectif est de pouvoir rouvrir le bâtiment au public,.

## Quelques expositions
- La Folie d'Artois, 15 juin - 3 juillet 1988
- Hommage à Richard Wallace, 7 octobre - 1er novembre 1988.
- Henry Moore à Bagatelle, 10 juin - 4 octobre 1992.
- Rêve de Décors, Décors de Rêve, Braquenié à Bagatelle, 19 novembre 1993 - 16 janvier 1994.
- Outils de jardin, 14 mars - 19 mai 1997 (collection Guillaume Pellerin).
- Jardins du Japon, 17 septembre - 21 décembre 1997.
- Les Lalanne à Bagatelle, 14 mars - 2 août 1998[65].
- Fleurs et jardins dans l'art ottoman, 31 mars - 26 juin 1999.
- Un siècle de fleurs et légumes à Bagatelle 10 septembre-12 décembre 1999[65]
- 2000 nains à Bagatelle (2000 sculptures de l'antiquité à nos jours) 23 mars - 23 juillet [65]
- Des statues pour Bagatelle (Histoire d'un retour) 15 septembre - 12 novembre 2000[65]
- Échos du paradis, les jardins persans et leur rayonnement, 2001 (Marthe Bernus-Taylor, commissaire)
- Fabuleux jardins, le style Duchêne, 15 mars - 24 juin 2002[65]

## Iconographie

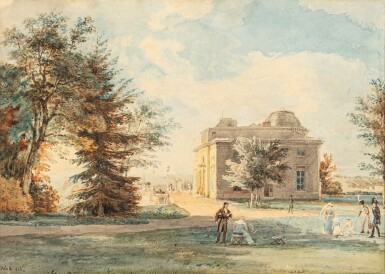
Vue du château de Bagatelle à Paris en 1824, par Ricois.

- François-Joseph Bélanger, deux dessins des façades du château, musée Carnavalet ;
- Jean-Charles-Joseph Rémond, Bagatelle, peinture de 1826 (musée Carnavalet) ;
- François-Edme Ricois (1795-1881), Vue de Bagatelle en 1824, représenté côté parc avec quelques personnes de la famille de Charles X ; lithographiée par Jacottet. Était chez Gaston Calmann-Lévy avant 1939 ; le dessin original à l'aquarelle a été vendu avec la collection Guerrand-Hermès le 18 décembre 2023. Il allait en paire avec un dessin sur le même sujet sous un autre angle, de Ferdinand de Faucigny-Lucinge,  gendre de Charles X et contemporain de Ricois[66].

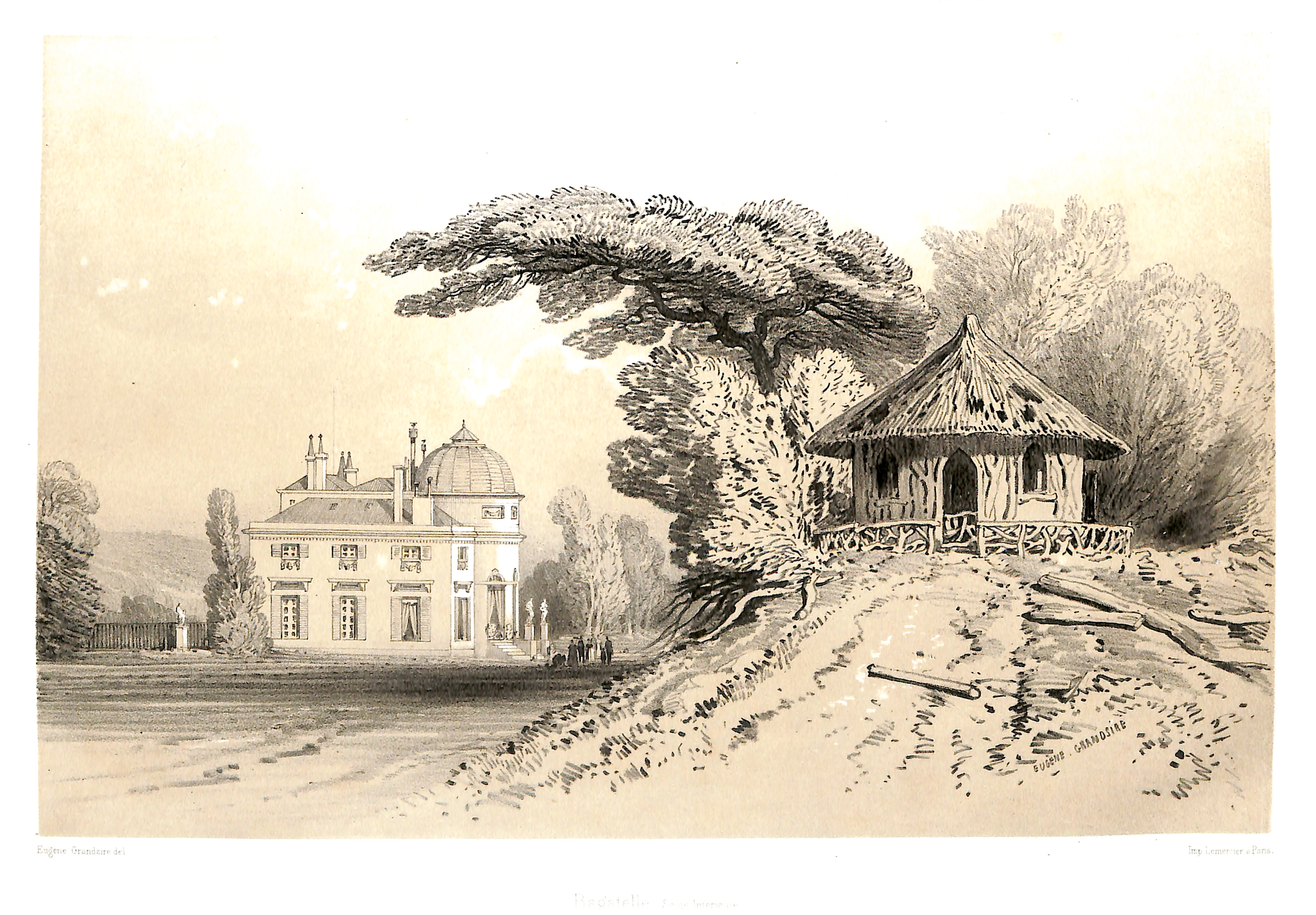
Bagatelle, par Lemercier.

- Pierre-Eugène Grandsire (1825-1905), Bagatelle : la lithographie de Lemercier d'après cette œuvre montre le château de profil, un groupe au pied d'un escalier apparemment à deux volées de six marches encadré de deux statues sur de hauts socles, une autre statue sur socle côté cour d'honneur, et au premier plan, sur un petit tertre arboré, une chaumière rustique en rondins à toit conique entourée d'une clôture de même genre ;
- Charles Marville, photographe, a publié un album de Bagatelle au temps de lord Hertford, bâtiments, intérieurs et jardins (musée Carnavalet) ;
- Eugène Atget, photographe, autre série de photos de Bagatelle, vers 1900 (musée Carnavalet) ;
- Frères Neurdein, série de cartes postales de Bagatelle, même époque ;
- Jean Scheidecker, Château de Bagatelle, huile sur toile, 1909, mairie de Neuilly-sur-Seine[67].